# Алехин, Александр Александрович
Алекса́ндр Алекса́ндрович Але́хин (распространённое написание и произношение «Алёхин» ошибочно; 19 (31) октября 1892, Москва — 24 марта 1946, Эшторил, Португалия) — русский и французский шахматист, выступавший за Российскую империю, Советскую Россию и Францию, четвёртый чемпион мира по шахматам. Алехин вошёл в число сильнейших шахматистов мира перед Первой мировой войной, заняв третье место на петербургском турнире 1914 года, в 1920 году стал первым чемпионом РСФСР, а в 1921 году покинул Россию и переехал на постоянное место жительства во Францию, гражданином которой стал в 1925 году. В 1927 году Алехин выиграл матч за звание чемпиона мира у считавшегося непобедимым Хосе Рауля Капабланки, ставшего в 1921 году чемпионом мира, и затем в течение нескольких лет Алехин доминировал в соревнованиях, выигрывая крупнейшие турниры своего времени с большим преимуществом над соперниками. Дважды, в 1929 и 1934 годах, Алехин защитил титул в матчах против Ефима Боголюбова, в 1935 году он проиграл матч будущему президенту ФИДЕ Максу Эйве, но через два года победил в матче-реванше и удерживал звание чемпиона мира до самой смерти весной 1946 года. Алехин — единственный шахматист, который умер, являясь действующим чемпионом мира.
Был разносторонним шахматистом. Больше всего он известен атакующим стилем игры и эффектными, глубоко просчитанными комбинациями. Вместе с тем ему принадлежит большое количество теоретических разработок в дебютах, он обладал высокой эндшпильной техникой.

## Биография

### Детство, юность

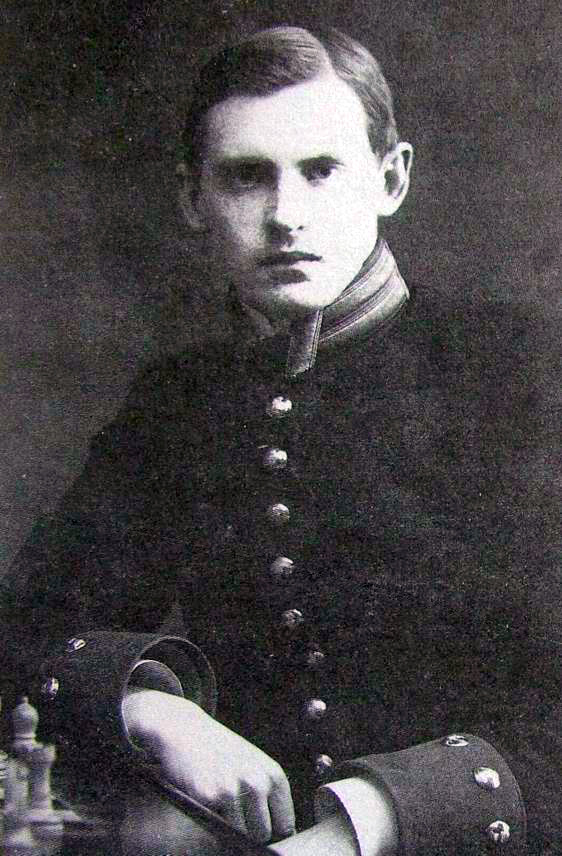
Молодой шахматист Александр Алехин. Фотография Карла Буллы (1909 год)

Александр Алехин родился 19 (31) октября 1892 года в Москве. Его отец Александр Иванович Алехин (1856—1917) принадлежал к дворянскому роду и владел поместьем рядом с Касторным в Землянском уезде Воронежской губернии, мать Анисья Ивановна (1861—1915) была дочерью богатого текстильного фабриканта Прохорова, владельца «Трёхгорной мануфактуры», которую после смерти Ивана Яковлевича унаследовал брат Анисьи Ивановны Николай Иванович. Александр был младшим из четверых детей: Анна (Ася, 1886—1890) умерла от болезни во младенчестве до рождения Александра, брат Алексей (1888—1939) в дальнейшем тоже стал шахматистом, сестра Варвара (1889—1944) — актрисой. Семья жила в съёмном доме в Никольском переулке. После женитьбы отец Алехина занимал высокий пост в «Товариществе Прохоровской трёхгорной мануфактуры», в 1904 году стал предводителем дворянства Землянского уезда, затем — Воронежской губернии, в 1912 году — депутатом четвёртой Государственной Думы от октябристов. Детей в основном воспитывала бабушка Анна Александровна Прохорова: Александр Алехин проводил много времени в Воронежской губернии, а Анисья Ивановна, по воспоминаниям современников, приобрела зависимость от морфия и редко покидала спальню. Александр научился играть в шахматы в семь лет. Вскоре после этого он тяжело переболел менингитом (лечить его на дом приходил знаменитый педиатр Нил Филатов, который затем оставался сыграть в шахматы со старшим из братьев), и после этого родители на три года запретили ему играть в шахматы; биограф чемпиона С. Воронков предполагает, что болезнь могла вызывать у ребёнка связанный с шахматами бред. Позднее Алехин вспоминал: «Я играю в шахматы с 7 лет, но серьёзно начал играть в 12 лет».
Начальное образование Александр получил дома. С 1902 по 1910 год он посещал престижную частную мужскую гимназию, основанную педагогом Львом Поливановым. Среди его одноклассников были литературовед Павел Попов, писатель Сергей Эфрон, поэты Лев Остроумов, Сергей Шервинский, Николай Позняков и Вадим Шершеневич, музыковед Георгий Римский-Корсаков; многие из них оставили воспоминания о гимназических годах и Алехине. Историю гимназистам преподавал будущий академик Юрий Готье, русскую литературу — переводчик Леонид Бельский. Одноклассники запомнили Александра (домашнее и школьное прозвище — Тиша) нелюдимым, не принимавшим участия в совместных развлечениях и при этом демонстрировавшим эгоизм и циничное отношение к окружающим.

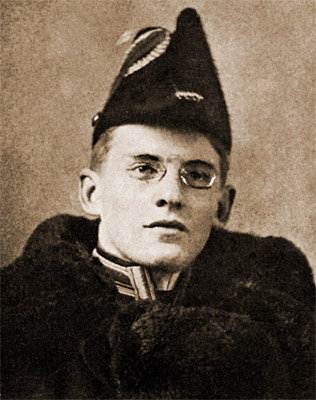
Алехин в форме правоведа.

В 1902 году Москву посетил американский маэстро Гарри Пильсбери, проведший в шахматном клубе сеанс одновременной игры вслепую на 22 досках, причём Алексей Алехин сыграл с ним вничью; это событие произвело сильнейшее впечатление на Александра. По воспоминаниям одноклассников, на уроках он постоянно был погружён в шахматы — решал задачи, играл вслепую или обдумывал ходы в игре по переписке с корреспондентами со всего мира. Первую турнирную победу Александр, ещё гимназистом, одержал в XVI гамбитном турнире по переписке, организованном журналом «Шахматное обозрение» в 1905—1906 годах. В соревнованиях по переписке несколько раз его оппонентом был русский вице-консул в Адрианополе Жуковский; партию с ним из XVI гамбитного турнира Алехин впоследствии включил в свой первый сборник лучших партий. По одним данным, в 1906, по другим — в 1907 году братьям давал уроки известный шахматист Фёдор Дуз-Хотимирский. В 1907 году Александр в первый раз сыграл в турнире любителей в Московском шахматном кружке. В следующем году он выиграл такой же любительский турнир и дебютировал на международной арене: занял 4—5-е места в побочном (проходившем одновременно с основным турниром мастеров) турнире Германского шахматного союза в Дюссельдорфе, а затем сыграл мини-матч с известным немецким шахматистом Барделебеном, в котором из пяти партий выиграл четыре при одной ничьей. В Дюссельдорфе Алехин мог увидеть открытие матча на первенство мира между Ласкером и Таррашем, которое состоялось в день окончания турнира. После возвращения в Россию состоялись матчи Алехина с Блюменфельдом (победа — 4½:½) и чемпионом Москвы Ненароковым (Алехин сдал матч после трёх поражений). В 1909 году шестнадцатилетний Алехин стал пятым на чемпионате Москвы (победил Гончаров) и с 13 очками из 16 занял первое место на Всероссийском турнире любителей, проходившем в Петербурге и приуроченном к Международному шахматному конгрессу памяти Чигорина (второе место у Ротлеви с 12 очками), за что получил дорогую вазу, изготовленную на Императорском фарфоровом заводе, и звание «маэстро». В Петербург Алехин отпрашивался из гимназии, партии последних туров он играл досрочно в дни, выделенные в календаре для отдыха, и закончил турнир на девять дней раньше официального окончания. В том же году Алехин начал сотрудничать с журналом «Шахматное обозрение», который издавал Павел Бобров.

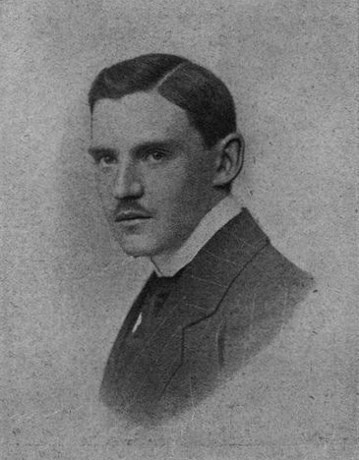
Алехин, победитель в шахматном турнире в Схевенингене (1913 год)

В 1910 году Алехин занял 7—8-е места на крупном турнире в Гамбурге (8½ из 16 очков), в 1911-м — разделил 8—11-е места в Карлсбаде (участвовало 26 игроков), выиграв у Видмара — одного из сильнейших на этом турнире. Осенью он поступил в Императорское Санкт-Петербургское училище правоведения. Во время учёбы он не прекращал выступления в соревнованиях и сотрудничал в газете «Новое время». В «Новом времени» он освещал Всероссийский турнир мастеров (де факто — чемпионат Российской империи), проходивший в августе — сентябре 1912 года в Вильне. В нём победил Акиба Рубинштейн, подтвердивший репутацию сильнейшего русского шахматиста, а Алехин разделил 6—7 места с Левенфишем. 16 мая 1914 года Алехин окончил училище с чином IX класса (титулярный советник) семнадцатым из 46 учеников выпуска и был причислен к министерству юстиции (в последующие годы — к министерству земледелия).

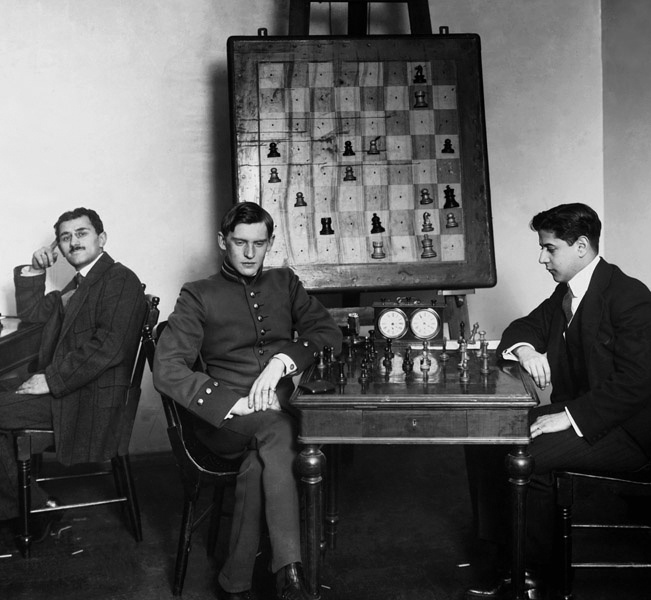
А. Алехин и Х. Р. Капабланка на петербургском шахматном турнире 1914 года.

В январе 1913 года Алексей Алехин начал издавать собственный журнал «Шахматный вестник» (в 1880-х под таким же названием свой журнал издавал Чигорин) огромным тиражом в 1000 экземпляров. Младший брат активно участвовал в этом предприятии, комментируя собственные и чужие партии и предоставляя свои статьи из «Нового времени». «Шахматный вестник» печатался до октября 1916 года. 1913 году Алехин выиграл матч у Левитского (третий призёр всероссийского турнира в Вильне, там взявший у Алехина обе партии) со счётом 7:3 и занял первое место на довольно представительном турнире в Схевенингене (11½ из 13), опередив Давида Яновского, одного из претендентов на мировое первенство. В декабре он сыграл две партии с гастролировавшим в России Капабланкой, обе выиграл кубинец.
С декабря 1913 года по январь 1914 в Петербурге прошёл Всероссийский турнир мастеров. Алехин разделил первое место с Нимцовичем (по 13½ из 17), на пол-очка отстал Флямберг. В апреле — мае там же состоялся Санкт-Петербургский международный турнир, собравший практически всю шахматную элиту, включая Капабланку и чемпиона мира Ласкера. На отборочном этапе Алехин разделил четвёртое — пятое места с Маршаллом и вышел в финал, куда попадали пять лучших игроков. В финале, проходившем в два круга, Алехин дважды уступил Ласкеру, который в итоге выиграл турнир, но оба раза обыграл Тарраша, что позволило Алехину занять итоговое третье место. Как вспоминал Пётр Романовский, именно в 1914 году Алехин сказал ему, что начинает готовиться к матчу на первенство мира с Капабланкой. На удивлённое замечание, что чемпион мира — Ласкер, Алехин уверенно ответил, что вскоре Капабланка сменит Ласкера.

### Первая мировая война
Летом 1914 года Алехин участвовал в турнире в Мангейме. Он уверенно шёл на первом месте (9½ из 11 и отрыв в одно очко от Видмара), но 1 августа Германия объявила войну России. Турнир был прерван за шесть туров до конца, а Алехин был объявлен победителем и получил первый приз в 1100 марок. Алехин и ещё десять русских шахматистов, участников основного и побочных турниров, были интернированы как граждане вражеского государства. После короткого пребывания в полицейском участке в Мангейме и военной тюрьме Людвигсхафена (туда он попал из-за найденной у него фотографии, где был снят в форме воспитанника Училища правоведения, которую полицейский принял за форму офицера русской армии) Алехин вместе с другими русскими попытался на поезде уехать в Баден-Баден. Однако их сняли с поезда в Раштатте и поместили в тюрьму. Алехин находился в одной камере с Боголюбовым, И. Рабиновичем и Вайнштейном. Как рассказывал Алехин журналисту после возвращения в Россию, обращение было «ужасное», впрочем, позже, сравнивая с тюрьмой в Одессе, где ему пришлось побывать в 1919 году, Алехин называл обстановку «идиллической». Шахматисты проводили время, играя между собой вслепую. Один раз Алехин был помещён в карцер на три или четыре дня за то, что, по его словам, улыбнулся во время прогулки (по воспоминаниям сидевшего в той же тюрьме Богатырчука — за то, что позволил себе вольности с дочерью тюремщика). В середине августа шахматистов перевели из раштаттской тюрьмы в гостиницу в Баден-Бадене, где они оставались под надзором полиции. Затем был издан приказ, предписывающий отпустить всех негодных к воинской службе, и интернированные прошли медицинское освидетельствование. Алехин убедил врача, что он болен, и 14 сентября он был отпущен. Сначала он пытался уехать через Базель и Геную, но пароход до Одессы долго не отправлялся, поэтому Алехин, имевший достаточно средств, поехал в Петроград через Францию, Великобританию и Швецию и прибыл в Россию только в конце октября. В Стокгольме 20 октября Алехин дал сеанс одновременной игры на 24 досках (+18 −2 =4).
После возвращения в Россию Алехин много выступал с показательными партиями и сеансами одновременной игры. 5 ноября в Москве состоялся сеанс Алехина на 33 досках (+19 −9 =5), сбор от которого поступил в пользу раненых солдат. 7 ноября началась консультационная партия А. Алехин и В. Ненароков — О. Бернштейн и Б. Блюменфельд. Партия игралась в течение трёх дней и закончилась в пользу белых. Несколько раз Алехин давал сеансы в пользу пленных русских шахматистов, а деньги от сеанса в шахматном кружке при Петроградском политехническом институте, который состоялся 8 декабря, были перечислены студенту этого института Петру Романовскому, также находившемуся в плену. С начала 1915 года Алехин входил в один из комитетов по оказанию помощи больным и раненым, созданным в рамках Земгора. В клубном турнире Московского шахматного кружка в октябре — декабре он уверенно занял первое место (+10 −0 =1) и получил приз за красоту за партию с Зубаревым. В декабре 1915 года в Базеле (Швейцария) умерла Анисья Ивановна, мать Алехина.
Весной 1916 года Алехин выступал в Одессе и Киеве с сеансами. Кроме того, в Одессе он выиграл показательную партию у Верлинского, дав фору — пешку f7, а в Киеве сыграл матч с Эвенсоном, проиграв первую партию и выиграв две следующие. Летом он отправился добровольцем на фронт в качестве помощника начальника передвижного санитарного отряда ВНС, участвовавшего в сражениях брусиловского прорыва в окрестностях Тарнополя. Алехин лично выносил раненых с поля боя, был награждён двумя Георгиевскими медалями и представлен к награждению орденом Святого Станислава 3-й степени с мечами, но представление уже не было рассмотрено из-за свержения монархии в феврале 1917 года. Он был дважды контужен и после второй контузии на несколько недель был помещён в госпиталь в Тарнополе, где играл вслепую с навещавшими его местными шахматистами, в том числе дал сеанс вслепую на пяти досках. После окончания лечения в сентябре 1916 года Алехин вернулся в Москву.
В октябре Алехин провёл сеанс вслепую на 9 досках в Одессе, сбор от которого пошёл в фонд помощи «Одесса — Сербии», и сыграл серию партий с Верлинским. Затем он попеременно выступал с показательными партиями в Москве и Петрограде. 23 февраля 1917 года в Петрограде началась революция, и шахматная деятельность Алехина прервалась на три года. В мае 1917 года в Воронеже скончался его отец Александр Иванович Алехин.

### Жизнь в Советской России
Революция 1917 года лишила Алехина дворянства и состояния. В 1918 году он выиграл трёхкруговой турнир в Москве, в котором, помимо него, играли Ненароков и А. Рабинович, а осенью того же года отправился на Украину, через Киев в Одессу, на тот момент оккупированную немецкими войсками. Биограф шахматиста Юрий Шабуров пишет, что в Одессе Алехин намеревался выступить в планировавшемся там турнире, который в итоге так и не состоялся. Сергей Воронков не сомневается, что это был только предлог, а Алехин уехал из Москвы, потому что имел основания считать, что изданное 5 сентября 1918 года постановление СНК РСФСР «О красном терроре» может коснуться и его. В Одессе в следующие месяцы он нуждался и зарабатывал, играя на ставку в кафе. В ноябре начался вывод немецких войск с оккупированных территорий, вскоре их сменили французские части Антанты.
В начале апреля 1919 года французский воинский контингент был эвакуирован из Одессы, город заняли части 1-й Заднепровской Украинской советской дивизии. Алехин совсем недолго успел поработать, по разным данным, в инотделе (иностранном отделе) Одесского губисполкома, комиссии губисполкома по изъятию излишков или в комиссии по выдаче разрешений на выезд за границу при ГубЧК, но вскоре, по всей видимости, в том же месяце был арестован ЧК. Причины ареста и сроки заключения Алехина в тюрьме достоверно неизвестны — соответствующие архивы не сохранились. Он вышел на свободу, вероятно, в конце июня; Алехин позже вспоминал, что в тюрьме сидел вместе с генералом Александром Рагозой, ставшим одной из жертв красного террора (расстрелян 29 июня). Самого шахматиста предположительно спасло вмешательство кого-то из высокопоставленных советских деятелей. По некоторым сведениям, это был член Всеукраинского ревкома Мануильский, лично знавший Алехина, по версии Богатырчука — Христиан Раковский, которого знал шахматист и сотрудник одесской ЧК Яков Вильнер. На западе появились слухи, что Алехин погиб. Тем же летом шахматист вернулся в Москву.
В Москве 5 марта 1920 года Алехин женился на Александре Батаевой. В 1919 году Алехин, вероятно под влиянием сестры Варвары, поступил в только что открывшуюся Государственную школу киноискусства под руководством Владимира Гардина, но вскоре бросил её. Параллельно учёбе в киношколе он, играя вне конкурса, победил в первом советском чемпионате Москвы, в котором выиграл все одиннадцать партий. Зиму 1919—1920 года Алехин провёл в Харькове, работая в окружном Военно-санитарном управлении; по дороге туда он заразился тифом, но справился с болезнью. В мае 1920 года он вернулся в Москву на должность следователя Центророзыска Главного управления милиции, где в его обязанности входили поиски пропавших без вести, опознание задержанных и работа со старыми учётными картотеками. В октябре Алехин занял первое место на Всероссийской Олимпиаде в Москве, которая по традиции считается первым чемпионатом страны, вторым был отставший на очко Романовский. В декабре 1920 года шахматист был переводчиком (он владел английским, французским и немецким языками) в агитационной поездке делегатов Коминтерна по городам Урала и Сибири. В этой поездке он познакомился со швейцарской журналисткой Анной-Лизой Рюгг, представлявшей в Коминтерне Швейцарскую социал-демократическую партию. В начале 1921 года Алехин развёлся с Батаевой и уже 15 марта женился на Рюгг.
В ноябре 1920 года ВЧК завела на Алехина новое дело по материалам, поступившим из Одессы: была обнаружена его расписка о получении крупной суммы денег, что было расценено как связь с «деникинской контрразведкой». С. Воронков предполагает, что источником денег был Василий Шульгин, а непосредственно с Алехиным, в то время бедствовавшим, его связал шахматист и член партии кадетов Борис Малютин. В марте 1921 года Алехина вызывали на допрос, после чего дело было прекращено.
Через пять недель после заключения брака с Рюгг Алехин получил разрешение на выезд из РСФСР в Латвию. Чтобы его добиться, Рюгг пыталась записаться на приём к Ленину (она уже встречалась с вождём до поездки по России). По данным биографов шахматиста Ханса Мюллера и Адольфа Павельчака выезд был согласован одним из руководителей Коминтерна Карлом Радеком. Разрешение на выезд было завизировано заместителем наркома иностранных дел Львом Караханом и начальником Особого отдела ВЧК Вячеславом Менжинским. В мае Алехин с женой прибыл в Ригу, оттуда транзитом через Литву направились в Берлин. В Германии Алехин и Рюгг вскоре расстались; Осип Бернштейн утверждал, что «как только поезд пересёк российскую границу, он [Алехин] оставил свою жену с их маленьким сыном [в реальности ребёнок родится в ноябре], без обиняков сообщив ей, что он всего лишь использовал её с целью выбраться из России».

### Путь к шахматной короне
|   | a | b | c | d | e | f | g | h |   |
| - | --- | --- | --- | --- | --- | --- | --- | --- | - |
| 8 | a8 чёрная ладья · f8 чёрная ладья · h8 чёрный король · c7 белая ладья · f7 белая ладья · g7 чёрная пешка · a6 чёрный слон · e6 чёрная пешка · f6 белый конь · h6 чёрная пешка · d5 чёрная пешка · f5 чёрная пешка · h5 белая пешка · a4 чёрная пешка · d4 белая пешка · f4 белый король · a3 белая пешка · b3 чёрная пешка · e3 белая пешка · f3 белая пешка · g3 белая пешка · b2 белая пешка | a8 чёрная ладья · f8 чёрная ладья · h8 чёрный король · c7 белая ладья · f7 белая ладья · g7 чёрная пешка · a6 чёрный слон · e6 чёрная пешка · f6 белый конь · h6 чёрная пешка · d5 чёрная пешка · f5 чёрная пешка · h5 белая пешка · a4 чёрная пешка · d4 белая пешка · f4 белый король · a3 белая пешка · b3 чёрная пешка · e3 белая пешка · f3 белая пешка · g3 белая пешка · b2 белая пешка | a8 чёрная ладья · f8 чёрная ладья · h8 чёрный король · c7 белая ладья · f7 белая ладья · g7 чёрная пешка · a6 чёрный слон · e6 чёрная пешка · f6 белый конь · h6 чёрная пешка · d5 чёрная пешка · f5 чёрная пешка · h5 белая пешка · a4 чёрная пешка · d4 белая пешка · f4 белый король · a3 белая пешка · b3 чёрная пешка · e3 белая пешка · f3 белая пешка · g3 белая пешка · b2 белая пешка | a8 чёрная ладья · f8 чёрная ладья · h8 чёрный король · c7 белая ладья · f7 белая ладья · g7 чёрная пешка · a6 чёрный слон · e6 чёрная пешка · f6 белый конь · h6 чёрная пешка · d5 чёрная пешка · f5 чёрная пешка · h5 белая пешка · a4 чёрная пешка · d4 белая пешка · f4 белый король · a3 белая пешка · b3 чёрная пешка · e3 белая пешка · f3 белая пешка · g3 белая пешка · b2 белая пешка | a8 чёрная ладья · f8 чёрная ладья · h8 чёрный король · c7 белая ладья · f7 белая ладья · g7 чёрная пешка · a6 чёрный слон · e6 чёрная пешка · f6 белый конь · h6 чёрная пешка · d5 чёрная пешка · f5 чёрная пешка · h5 белая пешка · a4 чёрная пешка · d4 белая пешка · f4 белый король · a3 белая пешка · b3 чёрная пешка · e3 белая пешка · f3 белая пешка · g3 белая пешка · b2 белая пешка | a8 чёрная ладья · f8 чёрная ладья · h8 чёрный король · c7 белая ладья · f7 белая ладья · g7 чёрная пешка · a6 чёрный слон · e6 чёрная пешка · f6 белый конь · h6 чёрная пешка · d5 чёрная пешка · f5 чёрная пешка · h5 белая пешка · a4 чёрная пешка · d4 белая пешка · f4 белый король · a3 белая пешка · b3 чёрная пешка · e3 белая пешка · f3 белая пешка · g3 белая пешка · b2 белая пешка | a8 чёрная ладья · f8 чёрная ладья · h8 чёрный король · c7 белая ладья · f7 белая ладья · g7 чёрная пешка · a6 чёрный слон · e6 чёрная пешка · f6 белый конь · h6 чёрная пешка · d5 чёрная пешка · f5 чёрная пешка · h5 белая пешка · a4 чёрная пешка · d4 белая пешка · f4 белый король · a3 белая пешка · b3 чёрная пешка · e3 белая пешка · f3 белая пешка · g3 белая пешка · b2 белая пешка | a8 чёрная ладья · f8 чёрная ладья · h8 чёрный король · c7 белая ладья · f7 белая ладья · g7 чёрная пешка · a6 чёрный слон · e6 чёрная пешка · f6 белый конь · h6 чёрная пешка · d5 чёрная пешка · f5 чёрная пешка · h5 белая пешка · a4 чёрная пешка · d4 белая пешка · f4 белый король · a3 белая пешка · b3 чёрная пешка · e3 белая пешка · f3 белая пешка · g3 белая пешка · b2 белая пешка | 8 |
| 7 | a8 чёрная ладья · f8 чёрная ладья · h8 чёрный король · c7 белая ладья · f7 белая ладья · g7 чёрная пешка · a6 чёрный слон · e6 чёрная пешка · f6 белый конь · h6 чёрная пешка · d5 чёрная пешка · f5 чёрная пешка · h5 белая пешка · a4 чёрная пешка · d4 белая пешка · f4 белый король · a3 белая пешка · b3 чёрная пешка · e3 белая пешка · f3 белая пешка · g3 белая пешка · b2 белая пешка | a8 чёрная ладья · f8 чёрная ладья · h8 чёрный король · c7 белая ладья · f7 белая ладья · g7 чёрная пешка · a6 чёрный слон · e6 чёрная пешка · f6 белый конь · h6 чёрная пешка · d5 чёрная пешка · f5 чёрная пешка · h5 белая пешка · a4 чёрная пешка · d4 белая пешка · f4 белый король · a3 белая пешка · b3 чёрная пешка · e3 белая пешка · f3 белая пешка · g3 белая пешка · b2 белая пешка | a8 чёрная ладья · f8 чёрная ладья · h8 чёрный король · c7 белая ладья · f7 белая ладья · g7 чёрная пешка · a6 чёрный слон · e6 чёрная пешка · f6 белый конь · h6 чёрная пешка · d5 чёрная пешка · f5 чёрная пешка · h5 белая пешка · a4 чёрная пешка · d4 белая пешка · f4 белый король · a3 белая пешка · b3 чёрная пешка · e3 белая пешка · f3 белая пешка · g3 белая пешка · b2 белая пешка | a8 чёрная ладья · f8 чёрная ладья · h8 чёрный король · c7 белая ладья · f7 белая ладья · g7 чёрная пешка · a6 чёрный слон · e6 чёрная пешка · f6 белый конь · h6 чёрная пешка · d5 чёрная пешка · f5 чёрная пешка · h5 белая пешка · a4 чёрная пешка · d4 белая пешка · f4 белый король · a3 белая пешка · b3 чёрная пешка · e3 белая пешка · f3 белая пешка · g3 белая пешка · b2 белая пешка | a8 чёрная ладья · f8 чёрная ладья · h8 чёрный король · c7 белая ладья · f7 белая ладья · g7 чёрная пешка · a6 чёрный слон · e6 чёрная пешка · f6 белый конь · h6 чёрная пешка · d5 чёрная пешка · f5 чёрная пешка · h5 белая пешка · a4 чёрная пешка · d4 белая пешка · f4 белый король · a3 белая пешка · b3 чёрная пешка · e3 белая пешка · f3 белая пешка · g3 белая пешка · b2 белая пешка | a8 чёрная ладья · f8 чёрная ладья · h8 чёрный король · c7 белая ладья · f7 белая ладья · g7 чёрная пешка · a6 чёрный слон · e6 чёрная пешка · f6 белый конь · h6 чёрная пешка · d5 чёрная пешка · f5 чёрная пешка · h5 белая пешка · a4 чёрная пешка · d4 белая пешка · f4 белый король · a3 белая пешка · b3 чёрная пешка · e3 белая пешка · f3 белая пешка · g3 белая пешка · b2 белая пешка | a8 чёрная ладья · f8 чёрная ладья · h8 чёрный король · c7 белая ладья · f7 белая ладья · g7 чёрная пешка · a6 чёрный слон · e6 чёрная пешка · f6 белый конь · h6 чёрная пешка · d5 чёрная пешка · f5 чёрная пешка · h5 белая пешка · a4 чёрная пешка · d4 белая пешка · f4 белый король · a3 белая пешка · b3 чёрная пешка · e3 белая пешка · f3 белая пешка · g3 белая пешка · b2 белая пешка | a8 чёрная ладья · f8 чёрная ладья · h8 чёрный король · c7 белая ладья · f7 белая ладья · g7 чёрная пешка · a6 чёрный слон · e6 чёрная пешка · f6 белый конь · h6 чёрная пешка · d5 чёрная пешка · f5 чёрная пешка · h5 белая пешка · a4 чёрная пешка · d4 белая пешка · f4 белый король · a3 белая пешка · b3 чёрная пешка · e3 белая пешка · f3 белая пешка · g3 белая пешка · b2 белая пешка | 7 |
| 6 | a8 чёрная ладья · f8 чёрная ладья · h8 чёрный король · c7 белая ладья · f7 белая ладья · g7 чёрная пешка · a6 чёрный слон · e6 чёрная пешка · f6 белый конь · h6 чёрная пешка · d5 чёрная пешка · f5 чёрная пешка · h5 белая пешка · a4 чёрная пешка · d4 белая пешка · f4 белый король · a3 белая пешка · b3 чёрная пешка · e3 белая пешка · f3 белая пешка · g3 белая пешка · b2 белая пешка | a8 чёрная ладья · f8 чёрная ладья · h8 чёрный король · c7 белая ладья · f7 белая ладья · g7 чёрная пешка · a6 чёрный слон · e6 чёрная пешка · f6 белый конь · h6 чёрная пешка · d5 чёрная пешка · f5 чёрная пешка · h5 белая пешка · a4 чёрная пешка · d4 белая пешка · f4 белый король · a3 белая пешка · b3 чёрная пешка · e3 белая пешка · f3 белая пешка · g3 белая пешка · b2 белая пешка | a8 чёрная ладья · f8 чёрная ладья · h8 чёрный король · c7 белая ладья · f7 белая ладья · g7 чёрная пешка · a6 чёрный слон · e6 чёрная пешка · f6 белый конь · h6 чёрная пешка · d5 чёрная пешка · f5 чёрная пешка · h5 белая пешка · a4 чёрная пешка · d4 белая пешка · f4 белый король · a3 белая пешка · b3 чёрная пешка · e3 белая пешка · f3 белая пешка · g3 белая пешка · b2 белая пешка | a8 чёрная ладья · f8 чёрная ладья · h8 чёрный король · c7 белая ладья · f7 белая ладья · g7 чёрная пешка · a6 чёрный слон · e6 чёрная пешка · f6 белый конь · h6 чёрная пешка · d5 чёрная пешка · f5 чёрная пешка · h5 белая пешка · a4 чёрная пешка · d4 белая пешка · f4 белый король · a3 белая пешка · b3 чёрная пешка · e3 белая пешка · f3 белая пешка · g3 белая пешка · b2 белая пешка | a8 чёрная ладья · f8 чёрная ладья · h8 чёрный король · c7 белая ладья · f7 белая ладья · g7 чёрная пешка · a6 чёрный слон · e6 чёрная пешка · f6 белый конь · h6 чёрная пешка · d5 чёрная пешка · f5 чёрная пешка · h5 белая пешка · a4 чёрная пешка · d4 белая пешка · f4 белый король · a3 белая пешка · b3 чёрная пешка · e3 белая пешка · f3 белая пешка · g3 белая пешка · b2 белая пешка | a8 чёрная ладья · f8 чёрная ладья · h8 чёрный король · c7 белая ладья · f7 белая ладья · g7 чёрная пешка · a6 чёрный слон · e6 чёрная пешка · f6 белый конь · h6 чёрная пешка · d5 чёрная пешка · f5 чёрная пешка · h5 белая пешка · a4 чёрная пешка · d4 белая пешка · f4 белый король · a3 белая пешка · b3 чёрная пешка · e3 белая пешка · f3 белая пешка · g3 белая пешка · b2 белая пешка | a8 чёрная ладья · f8 чёрная ладья · h8 чёрный король · c7 белая ладья · f7 белая ладья · g7 чёрная пешка · a6 чёрный слон · e6 чёрная пешка · f6 белый конь · h6 чёрная пешка · d5 чёрная пешка · f5 чёрная пешка · h5 белая пешка · a4 чёрная пешка · d4 белая пешка · f4 белый король · a3 белая пешка · b3 чёрная пешка · e3 белая пешка · f3 белая пешка · g3 белая пешка · b2 белая пешка | a8 чёрная ладья · f8 чёрная ладья · h8 чёрный король · c7 белая ладья · f7 белая ладья · g7 чёрная пешка · a6 чёрный слон · e6 чёрная пешка · f6 белый конь · h6 чёрная пешка · d5 чёрная пешка · f5 чёрная пешка · h5 белая пешка · a4 чёрная пешка · d4 белая пешка · f4 белый король · a3 белая пешка · b3 чёрная пешка · e3 белая пешка · f3 белая пешка · g3 белая пешка · b2 белая пешка | 6 |
| 5 | a8 чёрная ладья · f8 чёрная ладья · h8 чёрный король · c7 белая ладья · f7 белая ладья · g7 чёрная пешка · a6 чёрный слон · e6 чёрная пешка · f6 белый конь · h6 чёрная пешка · d5 чёрная пешка · f5 чёрная пешка · h5 белая пешка · a4 чёрная пешка · d4 белая пешка · f4 белый король · a3 белая пешка · b3 чёрная пешка · e3 белая пешка · f3 белая пешка · g3 белая пешка · b2 белая пешка | a8 чёрная ладья · f8 чёрная ладья · h8 чёрный король · c7 белая ладья · f7 белая ладья · g7 чёрная пешка · a6 чёрный слон · e6 чёрная пешка · f6 белый конь · h6 чёрная пешка · d5 чёрная пешка · f5 чёрная пешка · h5 белая пешка · a4 чёрная пешка · d4 белая пешка · f4 белый король · a3 белая пешка · b3 чёрная пешка · e3 белая пешка · f3 белая пешка · g3 белая пешка · b2 белая пешка | a8 чёрная ладья · f8 чёрная ладья · h8 чёрный король · c7 белая ладья · f7 белая ладья · g7 чёрная пешка · a6 чёрный слон · e6 чёрная пешка · f6 белый конь · h6 чёрная пешка · d5 чёрная пешка · f5 чёрная пешка · h5 белая пешка · a4 чёрная пешка · d4 белая пешка · f4 белый король · a3 белая пешка · b3 чёрная пешка · e3 белая пешка · f3 белая пешка · g3 белая пешка · b2 белая пешка | a8 чёрная ладья · f8 чёрная ладья · h8 чёрный король · c7 белая ладья · f7 белая ладья · g7 чёрная пешка · a6 чёрный слон · e6 чёрная пешка · f6 белый конь · h6 чёрная пешка · d5 чёрная пешка · f5 чёрная пешка · h5 белая пешка · a4 чёрная пешка · d4 белая пешка · f4 белый король · a3 белая пешка · b3 чёрная пешка · e3 белая пешка · f3 белая пешка · g3 белая пешка · b2 белая пешка | a8 чёрная ладья · f8 чёрная ладья · h8 чёрный король · c7 белая ладья · f7 белая ладья · g7 чёрная пешка · a6 чёрный слон · e6 чёрная пешка · f6 белый конь · h6 чёрная пешка · d5 чёрная пешка · f5 чёрная пешка · h5 белая пешка · a4 чёрная пешка · d4 белая пешка · f4 белый король · a3 белая пешка · b3 чёрная пешка · e3 белая пешка · f3 белая пешка · g3 белая пешка · b2 белая пешка | a8 чёрная ладья · f8 чёрная ладья · h8 чёрный король · c7 белая ладья · f7 белая ладья · g7 чёрная пешка · a6 чёрный слон · e6 чёрная пешка · f6 белый конь · h6 чёрная пешка · d5 чёрная пешка · f5 чёрная пешка · h5 белая пешка · a4 чёрная пешка · d4 белая пешка · f4 белый король · a3 белая пешка · b3 чёрная пешка · e3 белая пешка · f3 белая пешка · g3 белая пешка · b2 белая пешка | a8 чёрная ладья · f8 чёрная ладья · h8 чёрный король · c7 белая ладья · f7 белая ладья · g7 чёрная пешка · a6 чёрный слон · e6 чёрная пешка · f6 белый конь · h6 чёрная пешка · d5 чёрная пешка · f5 чёрная пешка · h5 белая пешка · a4 чёрная пешка · d4 белая пешка · f4 белый король · a3 белая пешка · b3 чёрная пешка · e3 белая пешка · f3 белая пешка · g3 белая пешка · b2 белая пешка | a8 чёрная ладья · f8 чёрная ладья · h8 чёрный король · c7 белая ладья · f7 белая ладья · g7 чёрная пешка · a6 чёрный слон · e6 чёрная пешка · f6 белый конь · h6 чёрная пешка · d5 чёрная пешка · f5 чёрная пешка · h5 белая пешка · a4 чёрная пешка · d4 белая пешка · f4 белый король · a3 белая пешка · b3 чёрная пешка · e3 белая пешка · f3 белая пешка · g3 белая пешка · b2 белая пешка | 5 |
| 4 | a8 чёрная ладья · f8 чёрная ладья · h8 чёрный король · c7 белая ладья · f7 белая ладья · g7 чёрная пешка · a6 чёрный слон · e6 чёрная пешка · f6 белый конь · h6 чёрная пешка · d5 чёрная пешка · f5 чёрная пешка · h5 белая пешка · a4 чёрная пешка · d4 белая пешка · f4 белый король · a3 белая пешка · b3 чёрная пешка · e3 белая пешка · f3 белая пешка · g3 белая пешка · b2 белая пешка | a8 чёрная ладья · f8 чёрная ладья · h8 чёрный король · c7 белая ладья · f7 белая ладья · g7 чёрная пешка · a6 чёрный слон · e6 чёрная пешка · f6 белый конь · h6 чёрная пешка · d5 чёрная пешка · f5 чёрная пешка · h5 белая пешка · a4 чёрная пешка · d4 белая пешка · f4 белый король · a3 белая пешка · b3 чёрная пешка · e3 белая пешка · f3 белая пешка · g3 белая пешка · b2 белая пешка | a8 чёрная ладья · f8 чёрная ладья · h8 чёрный король · c7 белая ладья · f7 белая ладья · g7 чёрная пешка · a6 чёрный слон · e6 чёрная пешка · f6 белый конь · h6 чёрная пешка · d5 чёрная пешка · f5 чёрная пешка · h5 белая пешка · a4 чёрная пешка · d4 белая пешка · f4 белый король · a3 белая пешка · b3 чёрная пешка · e3 белая пешка · f3 белая пешка · g3 белая пешка · b2 белая пешка | a8 чёрная ладья · f8 чёрная ладья · h8 чёрный король · c7 белая ладья · f7 белая ладья · g7 чёрная пешка · a6 чёрный слон · e6 чёрная пешка · f6 белый конь · h6 чёрная пешка · d5 чёрная пешка · f5 чёрная пешка · h5 белая пешка · a4 чёрная пешка · d4 белая пешка · f4 белый король · a3 белая пешка · b3 чёрная пешка · e3 белая пешка · f3 белая пешка · g3 белая пешка · b2 белая пешка | a8 чёрная ладья · f8 чёрная ладья · h8 чёрный король · c7 белая ладья · f7 белая ладья · g7 чёрная пешка · a6 чёрный слон · e6 чёрная пешка · f6 белый конь · h6 чёрная пешка · d5 чёрная пешка · f5 чёрная пешка · h5 белая пешка · a4 чёрная пешка · d4 белая пешка · f4 белый король · a3 белая пешка · b3 чёрная пешка · e3 белая пешка · f3 белая пешка · g3 белая пешка · b2 белая пешка | a8 чёрная ладья · f8 чёрная ладья · h8 чёрный король · c7 белая ладья · f7 белая ладья · g7 чёрная пешка · a6 чёрный слон · e6 чёрная пешка · f6 белый конь · h6 чёрная пешка · d5 чёрная пешка · f5 чёрная пешка · h5 белая пешка · a4 чёрная пешка · d4 белая пешка · f4 белый король · a3 белая пешка · b3 чёрная пешка · e3 белая пешка · f3 белая пешка · g3 белая пешка · b2 белая пешка | a8 чёрная ладья · f8 чёрная ладья · h8 чёрный король · c7 белая ладья · f7 белая ладья · g7 чёрная пешка · a6 чёрный слон · e6 чёрная пешка · f6 белый конь · h6 чёрная пешка · d5 чёрная пешка · f5 чёрная пешка · h5 белая пешка · a4 чёрная пешка · d4 белая пешка · f4 белый король · a3 белая пешка · b3 чёрная пешка · e3 белая пешка · f3 белая пешка · g3 белая пешка · b2 белая пешка | a8 чёрная ладья · f8 чёрная ладья · h8 чёрный король · c7 белая ладья · f7 белая ладья · g7 чёрная пешка · a6 чёрный слон · e6 чёрная пешка · f6 белый конь · h6 чёрная пешка · d5 чёрная пешка · f5 чёрная пешка · h5 белая пешка · a4 чёрная пешка · d4 белая пешка · f4 белый король · a3 белая пешка · b3 чёрная пешка · e3 белая пешка · f3 белая пешка · g3 белая пешка · b2 белая пешка | 4 |
| 3 | a8 чёрная ладья · f8 чёрная ладья · h8 чёрный король · c7 белая ладья · f7 белая ладья · g7 чёрная пешка · a6 чёрный слон · e6 чёрная пешка · f6 белый конь · h6 чёрная пешка · d5 чёрная пешка · f5 чёрная пешка · h5 белая пешка · a4 чёрная пешка · d4 белая пешка · f4 белый король · a3 белая пешка · b3 чёрная пешка · e3 белая пешка · f3 белая пешка · g3 белая пешка · b2 белая пешка | a8 чёрная ладья · f8 чёрная ладья · h8 чёрный король · c7 белая ладья · f7 белая ладья · g7 чёрная пешка · a6 чёрный слон · e6 чёрная пешка · f6 белый конь · h6 чёрная пешка · d5 чёрная пешка · f5 чёрная пешка · h5 белая пешка · a4 чёрная пешка · d4 белая пешка · f4 белый король · a3 белая пешка · b3 чёрная пешка · e3 белая пешка · f3 белая пешка · g3 белая пешка · b2 белая пешка | a8 чёрная ладья · f8 чёрная ладья · h8 чёрный король · c7 белая ладья · f7 белая ладья · g7 чёрная пешка · a6 чёрный слон · e6 чёрная пешка · f6 белый конь · h6 чёрная пешка · d5 чёрная пешка · f5 чёрная пешка · h5 белая пешка · a4 чёрная пешка · d4 белая пешка · f4 белый король · a3 белая пешка · b3 чёрная пешка · e3 белая пешка · f3 белая пешка · g3 белая пешка · b2 белая пешка | a8 чёрная ладья · f8 чёрная ладья · h8 чёрный король · c7 белая ладья · f7 белая ладья · g7 чёрная пешка · a6 чёрный слон · e6 чёрная пешка · f6 белый конь · h6 чёрная пешка · d5 чёрная пешка · f5 чёрная пешка · h5 белая пешка · a4 чёрная пешка · d4 белая пешка · f4 белый король · a3 белая пешка · b3 чёрная пешка · e3 белая пешка · f3 белая пешка · g3 белая пешка · b2 белая пешка | a8 чёрная ладья · f8 чёрная ладья · h8 чёрный король · c7 белая ладья · f7 белая ладья · g7 чёрная пешка · a6 чёрный слон · e6 чёрная пешка · f6 белый конь · h6 чёрная пешка · d5 чёрная пешка · f5 чёрная пешка · h5 белая пешка · a4 чёрная пешка · d4 белая пешка · f4 белый король · a3 белая пешка · b3 чёрная пешка · e3 белая пешка · f3 белая пешка · g3 белая пешка · b2 белая пешка | a8 чёрная ладья · f8 чёрная ладья · h8 чёрный король · c7 белая ладья · f7 белая ладья · g7 чёрная пешка · a6 чёрный слон · e6 чёрная пешка · f6 белый конь · h6 чёрная пешка · d5 чёрная пешка · f5 чёрная пешка · h5 белая пешка · a4 чёрная пешка · d4 белая пешка · f4 белый король · a3 белая пешка · b3 чёрная пешка · e3 белая пешка · f3 белая пешка · g3 белая пешка · b2 белая пешка | a8 чёрная ладья · f8 чёрная ладья · h8 чёрный король · c7 белая ладья · f7 белая ладья · g7 чёрная пешка · a6 чёрный слон · e6 чёрная пешка · f6 белый конь · h6 чёрная пешка · d5 чёрная пешка · f5 чёрная пешка · h5 белая пешка · a4 чёрная пешка · d4 белая пешка · f4 белый король · a3 белая пешка · b3 чёрная пешка · e3 белая пешка · f3 белая пешка · g3 белая пешка · b2 белая пешка | a8 чёрная ладья · f8 чёрная ладья · h8 чёрный король · c7 белая ладья · f7 белая ладья · g7 чёрная пешка · a6 чёрный слон · e6 чёрная пешка · f6 белый конь · h6 чёрная пешка · d5 чёрная пешка · f5 чёрная пешка · h5 белая пешка · a4 чёрная пешка · d4 белая пешка · f4 белый король · a3 белая пешка · b3 чёрная пешка · e3 белая пешка · f3 белая пешка · g3 белая пешка · b2 белая пешка | 3 |
| 2 | a8 чёрная ладья · f8 чёрная ладья · h8 чёрный король · c7 белая ладья · f7 белая ладья · g7 чёрная пешка · a6 чёрный слон · e6 чёрная пешка · f6 белый конь · h6 чёрная пешка · d5 чёрная пешка · f5 чёрная пешка · h5 белая пешка · a4 чёрная пешка · d4 белая пешка · f4 белый король · a3 белая пешка · b3 чёрная пешка · e3 белая пешка · f3 белая пешка · g3 белая пешка · b2 белая пешка | a8 чёрная ладья · f8 чёрная ладья · h8 чёрный король · c7 белая ладья · f7 белая ладья · g7 чёрная пешка · a6 чёрный слон · e6 чёрная пешка · f6 белый конь · h6 чёрная пешка · d5 чёрная пешка · f5 чёрная пешка · h5 белая пешка · a4 чёрная пешка · d4 белая пешка · f4 белый король · a3 белая пешка · b3 чёрная пешка · e3 белая пешка · f3 белая пешка · g3 белая пешка · b2 белая пешка | a8 чёрная ладья · f8 чёрная ладья · h8 чёрный король · c7 белая ладья · f7 белая ладья · g7 чёрная пешка · a6 чёрный слон · e6 чёрная пешка · f6 белый конь · h6 чёрная пешка · d5 чёрная пешка · f5 чёрная пешка · h5 белая пешка · a4 чёрная пешка · d4 белая пешка · f4 белый король · a3 белая пешка · b3 чёрная пешка · e3 белая пешка · f3 белая пешка · g3 белая пешка · b2 белая пешка | a8 чёрная ладья · f8 чёрная ладья · h8 чёрный король · c7 белая ладья · f7 белая ладья · g7 чёрная пешка · a6 чёрный слон · e6 чёрная пешка · f6 белый конь · h6 чёрная пешка · d5 чёрная пешка · f5 чёрная пешка · h5 белая пешка · a4 чёрная пешка · d4 белая пешка · f4 белый король · a3 белая пешка · b3 чёрная пешка · e3 белая пешка · f3 белая пешка · g3 белая пешка · b2 белая пешка | a8 чёрная ладья · f8 чёрная ладья · h8 чёрный король · c7 белая ладья · f7 белая ладья · g7 чёрная пешка · a6 чёрный слон · e6 чёрная пешка · f6 белый конь · h6 чёрная пешка · d5 чёрная пешка · f5 чёрная пешка · h5 белая пешка · a4 чёрная пешка · d4 белая пешка · f4 белый король · a3 белая пешка · b3 чёрная пешка · e3 белая пешка · f3 белая пешка · g3 белая пешка · b2 белая пешка | a8 чёрная ладья · f8 чёрная ладья · h8 чёрный король · c7 белая ладья · f7 белая ладья · g7 чёрная пешка · a6 чёрный слон · e6 чёрная пешка · f6 белый конь · h6 чёрная пешка · d5 чёрная пешка · f5 чёрная пешка · h5 белая пешка · a4 чёрная пешка · d4 белая пешка · f4 белый король · a3 белая пешка · b3 чёрная пешка · e3 белая пешка · f3 белая пешка · g3 белая пешка · b2 белая пешка | a8 чёрная ладья · f8 чёрная ладья · h8 чёрный король · c7 белая ладья · f7 белая ладья · g7 чёрная пешка · a6 чёрный слон · e6 чёрная пешка · f6 белый конь · h6 чёрная пешка · d5 чёрная пешка · f5 чёрная пешка · h5 белая пешка · a4 чёрная пешка · d4 белая пешка · f4 белый король · a3 белая пешка · b3 чёрная пешка · e3 белая пешка · f3 белая пешка · g3 белая пешка · b2 белая пешка | a8 чёрная ладья · f8 чёрная ладья · h8 чёрный король · c7 белая ладья · f7 белая ладья · g7 чёрная пешка · a6 чёрный слон · e6 чёрная пешка · f6 белый конь · h6 чёрная пешка · d5 чёрная пешка · f5 чёрная пешка · h5 белая пешка · a4 чёрная пешка · d4 белая пешка · f4 белый король · a3 белая пешка · b3 чёрная пешка · e3 белая пешка · f3 белая пешка · g3 белая пешка · b2 белая пешка | 2 |
| 1 | a8 чёрная ладья · f8 чёрная ладья · h8 чёрный король · c7 белая ладья · f7 белая ладья · g7 чёрная пешка · a6 чёрный слон · e6 чёрная пешка · f6 белый конь · h6 чёрная пешка · d5 чёрная пешка · f5 чёрная пешка · h5 белая пешка · a4 чёрная пешка · d4 белая пешка · f4 белый король · a3 белая пешка · b3 чёрная пешка · e3 белая пешка · f3 белая пешка · g3 белая пешка · b2 белая пешка | a8 чёрная ладья · f8 чёрная ладья · h8 чёрный король · c7 белая ладья · f7 белая ладья · g7 чёрная пешка · a6 чёрный слон · e6 чёрная пешка · f6 белый конь · h6 чёрная пешка · d5 чёрная пешка · f5 чёрная пешка · h5 белая пешка · a4 чёрная пешка · d4 белая пешка · f4 белый король · a3 белая пешка · b3 чёрная пешка · e3 белая пешка · f3 белая пешка · g3 белая пешка · b2 белая пешка | a8 чёрная ладья · f8 чёрная ладья · h8 чёрный король · c7 белая ладья · f7 белая ладья · g7 чёрная пешка · a6 чёрный слон · e6 чёрная пешка · f6 белый конь · h6 чёрная пешка · d5 чёрная пешка · f5 чёрная пешка · h5 белая пешка · a4 чёрная пешка · d4 белая пешка · f4 белый король · a3 белая пешка · b3 чёрная пешка · e3 белая пешка · f3 белая пешка · g3 белая пешка · b2 белая пешка | a8 чёрная ладья · f8 чёрная ладья · h8 чёрный король · c7 белая ладья · f7 белая ладья · g7 чёрная пешка · a6 чёрный слон · e6 чёрная пешка · f6 белый конь · h6 чёрная пешка · d5 чёрная пешка · f5 чёрная пешка · h5 белая пешка · a4 чёрная пешка · d4 белая пешка · f4 белый король · a3 белая пешка · b3 чёрная пешка · e3 белая пешка · f3 белая пешка · g3 белая пешка · b2 белая пешка | a8 чёрная ладья · f8 чёрная ладья · h8 чёрный король · c7 белая ладья · f7 белая ладья · g7 чёрная пешка · a6 чёрный слон · e6 чёрная пешка · f6 белый конь · h6 чёрная пешка · d5 чёрная пешка · f5 чёрная пешка · h5 белая пешка · a4 чёрная пешка · d4 белая пешка · f4 белый король · a3 белая пешка · b3 чёрная пешка · e3 белая пешка · f3 белая пешка · g3 белая пешка · b2 белая пешка | a8 чёрная ладья · f8 чёрная ладья · h8 чёрный король · c7 белая ладья · f7 белая ладья · g7 чёрная пешка · a6 чёрный слон · e6 чёрная пешка · f6 белый конь · h6 чёрная пешка · d5 чёрная пешка · f5 чёрная пешка · h5 белая пешка · a4 чёрная пешка · d4 белая пешка · f4 белый король · a3 белая пешка · b3 чёрная пешка · e3 белая пешка · f3 белая пешка · g3 белая пешка · b2 белая пешка | a8 чёрная ладья · f8 чёрная ладья · h8 чёрный король · c7 белая ладья · f7 белая ладья · g7 чёрная пешка · a6 чёрный слон · e6 чёрная пешка · f6 белый конь · h6 чёрная пешка · d5 чёрная пешка · f5 чёрная пешка · h5 белая пешка · a4 чёрная пешка · d4 белая пешка · f4 белый король · a3 белая пешка · b3 чёрная пешка · e3 белая пешка · f3 белая пешка · g3 белая пешка · b2 белая пешка | a8 чёрная ладья · f8 чёрная ладья · h8 чёрный король · c7 белая ладья · f7 белая ладья · g7 чёрная пешка · a6 чёрный слон · e6 чёрная пешка · f6 белый конь · h6 чёрная пешка · d5 чёрная пешка · f5 чёрная пешка · h5 белая пешка · a4 чёрная пешка · d4 белая пешка · f4 белый король · a3 белая пешка · b3 чёрная пешка · e3 белая пешка · f3 белая пешка · g3 белая пешка · b2 белая пешка | 1 |
|   | a | b | c | d | e | f | g | h |   |

Вскоре после приезда в Берлин Алехин по предложению немецкого издателя и мецената Бернхарда Кагана подготовил небольшую книгу Das Schachleben in Sowjet-Rußland («Шахматная жизнь в Советской России») с очерком о шахматных соревнованиях 1918—1920 годов и двенадцатью откомментированными собственными партиями. Очерк о бедственных послереволюционных годах заканчивался мыслью, что расцвет шахматной жизни наступит, когда «случится наконец то событие, которого русская шахматная общественность ожидает с той же горячей надеждой, что и вся честно мыслящая Россия», что однозначно считывалось как пожелание свержения советской власти, поэтому в самой России публикация не воспроизводилась до 1992 года. Тем не менее, в течение первых лет в Советской России Алехина воспринимали как соотечественника, временно живущего за границей. Он продолжал сотрудничать с советскими шахматными изданиями.
В Берлине Алехин сыграл два коротких матча — с Тейхманом (3:3) и Земишем (2:0). В том же 1921 году он выиграл турниры в Триберге, Будапеште и Гааге, не проиграв в них ни одной партии. После этого он направил Капабланке, который только что стал чемпионом мира, вызов на матч, но получил отказ. В следующем году он поделил второе — третье места в Пьештяни и принял участие в крупном турнире в Лондоне с участием Капабланки. Капабланка одержал уверенную победу, набрав 13 из 15 очков, Алехин с 11½ очками занял второе место, оба не проиграли ни одной партии. На лондонском турнире по настоянию Капабланки основные претенденты на матч за звание чемпиона мира подписали документ, известный как «лондонский протокол», в котором оговаривались условия, на которых должен играться матч. В частности, право на матч получал претендент, которому удавалось обеспечить призовой фонд в 10 000 долларов и дополнительно найти деньги на покрытие организационных расходов. Матч игрался до шести побед одной из сторон, ничьи не учитывались. Сумма в 10 000 долларов по тем временам была довольно внушительной; таких денег ни у Алехина, ни у других претендентов не было.
Осенью 1922 года Алехин выиграл турнир в Гастингсе и разделил четвёртое — шестое места в Вене, проиграв сразу три партии из четырнадцати (победил Рубинштейн). Затем он переехал в Париж, где с этого времени постоянно проживал. В 1923 году Алехин разделил ещё с тремя участниками второе место в Маргите и принял участие в турнире в Карлсбаде, который собрал всех сильнейших шахматистов, кроме Ласкера и Капабланки. Алехин поделил первое место с Боголюбовым и Мароци, обыграв при этом обоих. Также он получил призы за красоту партии с Рубинштейном и Грюнфельдом. Затем последовали длительные гастроли по Европе и Северной Америке. В марте — апреле 1924 года Алехин занял третье место в Нью-Йорке. Первое место в двухкруговом турнире занял Ласкер (16 из 20), Капабланка отстал на полтора очка, Алехин — на четыре. До конца года Алехин больше не выступал в соревнованиях. За это время он издал сборник «Мои лучшие партии» и книгу о нью-йоркском турнире. В этот же период Алехин развёлся с Анной-Лизой Рюгг и стал жить в гражданском браке с Надеждой Семёновной Васильевой, вдовой генерала.
С 1924 года Алехин предпринимал усилия по получению французского гражданства по натурализации. Из-за того что Алехин много путешествовал и подозревался в связях с молодым советским государством, положительное решение было принято только в конце 1927 года (претендент в это время играл матч с Капабланкой) и потребовало личного заступничества президента Французской шахматной федерации Фернана Гаварри. В письме Николаю Григорьеву Алехин просил не присылать ему приглашения на московский турнир 1925 года, мотивируя это работой над диссертацией, но отказ связывают и с личными опасениями по поводу путешествия в Советскую Россию без защиты, которую бы давало иностранное гражданство. Ряд биографов указывают, что в конце 1925 года Алехин защитил в Сорбонне докторскую диссертацию на тему «Система тюремного заключения в Китае», и ему была присвоена степень доктора права. В то же время текст диссертации и документы о её защите в архивах не обнаружены. Согласно британской энциклопедии The Oxford Companion to Chess, Алехин не окончил обучение и не защитил диссертацию, но с 1925 года добавлял к своей фамилии «доктор». В этом же году он одержал победу на крупном международном турнире в Баден-Бадене (впрочем, ни Капабланка, ни Ласкер в нём не участвовали), не проиграв ни одной партии и опередив ближайшего соперника на 1½ очка. Комбинацию, которую Алехин провёл в партии против Рихарда Рети на этом турнире, часто называют одной из лучших в истории шахмат.
|   | a | b | c | d | e | f | g | h |   |
| - | --- | --- | --- | --- | --- | --- | --- | --- | - |
| 8 | a8 чёрная ладья · e8 чёрная ладья · g8 чёрный король · b7 чёрная пешка · c7 чёрный ферзь · f7 чёрная пешка · g7 чёрная пешка · c6 чёрная пешка · f6 чёрный конь · b5 белая пешка · c5 белый конь · d5 чёрный конь · c4 белый ферзь · d4 белый конь · g4 чёрный слон · g3 белая пешка · d2 белая ладья · e2 белая пешка · f2 белая пешка · c1 белая ладья · g1 белый король · h1 белый слон | a8 чёрная ладья · e8 чёрная ладья · g8 чёрный король · b7 чёрная пешка · c7 чёрный ферзь · f7 чёрная пешка · g7 чёрная пешка · c6 чёрная пешка · f6 чёрный конь · b5 белая пешка · c5 белый конь · d5 чёрный конь · c4 белый ферзь · d4 белый конь · g4 чёрный слон · g3 белая пешка · d2 белая ладья · e2 белая пешка · f2 белая пешка · c1 белая ладья · g1 белый король · h1 белый слон | a8 чёрная ладья · e8 чёрная ладья · g8 чёрный король · b7 чёрная пешка · c7 чёрный ферзь · f7 чёрная пешка · g7 чёрная пешка · c6 чёрная пешка · f6 чёрный конь · b5 белая пешка · c5 белый конь · d5 чёрный конь · c4 белый ферзь · d4 белый конь · g4 чёрный слон · g3 белая пешка · d2 белая ладья · e2 белая пешка · f2 белая пешка · c1 белая ладья · g1 белый король · h1 белый слон | a8 чёрная ладья · e8 чёрная ладья · g8 чёрный король · b7 чёрная пешка · c7 чёрный ферзь · f7 чёрная пешка · g7 чёрная пешка · c6 чёрная пешка · f6 чёрный конь · b5 белая пешка · c5 белый конь · d5 чёрный конь · c4 белый ферзь · d4 белый конь · g4 чёрный слон · g3 белая пешка · d2 белая ладья · e2 белая пешка · f2 белая пешка · c1 белая ладья · g1 белый король · h1 белый слон | a8 чёрная ладья · e8 чёрная ладья · g8 чёрный король · b7 чёрная пешка · c7 чёрный ферзь · f7 чёрная пешка · g7 чёрная пешка · c6 чёрная пешка · f6 чёрный конь · b5 белая пешка · c5 белый конь · d5 чёрный конь · c4 белый ферзь · d4 белый конь · g4 чёрный слон · g3 белая пешка · d2 белая ладья · e2 белая пешка · f2 белая пешка · c1 белая ладья · g1 белый король · h1 белый слон | a8 чёрная ладья · e8 чёрная ладья · g8 чёрный король · b7 чёрная пешка · c7 чёрный ферзь · f7 чёрная пешка · g7 чёрная пешка · c6 чёрная пешка · f6 чёрный конь · b5 белая пешка · c5 белый конь · d5 чёрный конь · c4 белый ферзь · d4 белый конь · g4 чёрный слон · g3 белая пешка · d2 белая ладья · e2 белая пешка · f2 белая пешка · c1 белая ладья · g1 белый король · h1 белый слон | a8 чёрная ладья · e8 чёрная ладья · g8 чёрный король · b7 чёрная пешка · c7 чёрный ферзь · f7 чёрная пешка · g7 чёрная пешка · c6 чёрная пешка · f6 чёрный конь · b5 белая пешка · c5 белый конь · d5 чёрный конь · c4 белый ферзь · d4 белый конь · g4 чёрный слон · g3 белая пешка · d2 белая ладья · e2 белая пешка · f2 белая пешка · c1 белая ладья · g1 белый король · h1 белый слон | a8 чёрная ладья · e8 чёрная ладья · g8 чёрный король · b7 чёрная пешка · c7 чёрный ферзь · f7 чёрная пешка · g7 чёрная пешка · c6 чёрная пешка · f6 чёрный конь · b5 белая пешка · c5 белый конь · d5 чёрный конь · c4 белый ферзь · d4 белый конь · g4 чёрный слон · g3 белая пешка · d2 белая ладья · e2 белая пешка · f2 белая пешка · c1 белая ладья · g1 белый король · h1 белый слон | 8 |
| 7 | a8 чёрная ладья · e8 чёрная ладья · g8 чёрный король · b7 чёрная пешка · c7 чёрный ферзь · f7 чёрная пешка · g7 чёрная пешка · c6 чёрная пешка · f6 чёрный конь · b5 белая пешка · c5 белый конь · d5 чёрный конь · c4 белый ферзь · d4 белый конь · g4 чёрный слон · g3 белая пешка · d2 белая ладья · e2 белая пешка · f2 белая пешка · c1 белая ладья · g1 белый король · h1 белый слон | a8 чёрная ладья · e8 чёрная ладья · g8 чёрный король · b7 чёрная пешка · c7 чёрный ферзь · f7 чёрная пешка · g7 чёрная пешка · c6 чёрная пешка · f6 чёрный конь · b5 белая пешка · c5 белый конь · d5 чёрный конь · c4 белый ферзь · d4 белый конь · g4 чёрный слон · g3 белая пешка · d2 белая ладья · e2 белая пешка · f2 белая пешка · c1 белая ладья · g1 белый король · h1 белый слон | a8 чёрная ладья · e8 чёрная ладья · g8 чёрный король · b7 чёрная пешка · c7 чёрный ферзь · f7 чёрная пешка · g7 чёрная пешка · c6 чёрная пешка · f6 чёрный конь · b5 белая пешка · c5 белый конь · d5 чёрный конь · c4 белый ферзь · d4 белый конь · g4 чёрный слон · g3 белая пешка · d2 белая ладья · e2 белая пешка · f2 белая пешка · c1 белая ладья · g1 белый король · h1 белый слон | a8 чёрная ладья · e8 чёрная ладья · g8 чёрный король · b7 чёрная пешка · c7 чёрный ферзь · f7 чёрная пешка · g7 чёрная пешка · c6 чёрная пешка · f6 чёрный конь · b5 белая пешка · c5 белый конь · d5 чёрный конь · c4 белый ферзь · d4 белый конь · g4 чёрный слон · g3 белая пешка · d2 белая ладья · e2 белая пешка · f2 белая пешка · c1 белая ладья · g1 белый король · h1 белый слон | a8 чёрная ладья · e8 чёрная ладья · g8 чёрный король · b7 чёрная пешка · c7 чёрный ферзь · f7 чёрная пешка · g7 чёрная пешка · c6 чёрная пешка · f6 чёрный конь · b5 белая пешка · c5 белый конь · d5 чёрный конь · c4 белый ферзь · d4 белый конь · g4 чёрный слон · g3 белая пешка · d2 белая ладья · e2 белая пешка · f2 белая пешка · c1 белая ладья · g1 белый король · h1 белый слон | a8 чёрная ладья · e8 чёрная ладья · g8 чёрный король · b7 чёрная пешка · c7 чёрный ферзь · f7 чёрная пешка · g7 чёрная пешка · c6 чёрная пешка · f6 чёрный конь · b5 белая пешка · c5 белый конь · d5 чёрный конь · c4 белый ферзь · d4 белый конь · g4 чёрный слон · g3 белая пешка · d2 белая ладья · e2 белая пешка · f2 белая пешка · c1 белая ладья · g1 белый король · h1 белый слон | a8 чёрная ладья · e8 чёрная ладья · g8 чёрный король · b7 чёрная пешка · c7 чёрный ферзь · f7 чёрная пешка · g7 чёрная пешка · c6 чёрная пешка · f6 чёрный конь · b5 белая пешка · c5 белый конь · d5 чёрный конь · c4 белый ферзь · d4 белый конь · g4 чёрный слон · g3 белая пешка · d2 белая ладья · e2 белая пешка · f2 белая пешка · c1 белая ладья · g1 белый король · h1 белый слон | a8 чёрная ладья · e8 чёрная ладья · g8 чёрный король · b7 чёрная пешка · c7 чёрный ферзь · f7 чёрная пешка · g7 чёрная пешка · c6 чёрная пешка · f6 чёрный конь · b5 белая пешка · c5 белый конь · d5 чёрный конь · c4 белый ферзь · d4 белый конь · g4 чёрный слон · g3 белая пешка · d2 белая ладья · e2 белая пешка · f2 белая пешка · c1 белая ладья · g1 белый король · h1 белый слон | 7 |
| 6 | a8 чёрная ладья · e8 чёрная ладья · g8 чёрный король · b7 чёрная пешка · c7 чёрный ферзь · f7 чёрная пешка · g7 чёрная пешка · c6 чёрная пешка · f6 чёрный конь · b5 белая пешка · c5 белый конь · d5 чёрный конь · c4 белый ферзь · d4 белый конь · g4 чёрный слон · g3 белая пешка · d2 белая ладья · e2 белая пешка · f2 белая пешка · c1 белая ладья · g1 белый король · h1 белый слон | a8 чёрная ладья · e8 чёрная ладья · g8 чёрный король · b7 чёрная пешка · c7 чёрный ферзь · f7 чёрная пешка · g7 чёрная пешка · c6 чёрная пешка · f6 чёрный конь · b5 белая пешка · c5 белый конь · d5 чёрный конь · c4 белый ферзь · d4 белый конь · g4 чёрный слон · g3 белая пешка · d2 белая ладья · e2 белая пешка · f2 белая пешка · c1 белая ладья · g1 белый король · h1 белый слон | a8 чёрная ладья · e8 чёрная ладья · g8 чёрный король · b7 чёрная пешка · c7 чёрный ферзь · f7 чёрная пешка · g7 чёрная пешка · c6 чёрная пешка · f6 чёрный конь · b5 белая пешка · c5 белый конь · d5 чёрный конь · c4 белый ферзь · d4 белый конь · g4 чёрный слон · g3 белая пешка · d2 белая ладья · e2 белая пешка · f2 белая пешка · c1 белая ладья · g1 белый король · h1 белый слон | a8 чёрная ладья · e8 чёрная ладья · g8 чёрный король · b7 чёрная пешка · c7 чёрный ферзь · f7 чёрная пешка · g7 чёрная пешка · c6 чёрная пешка · f6 чёрный конь · b5 белая пешка · c5 белый конь · d5 чёрный конь · c4 белый ферзь · d4 белый конь · g4 чёрный слон · g3 белая пешка · d2 белая ладья · e2 белая пешка · f2 белая пешка · c1 белая ладья · g1 белый король · h1 белый слон | a8 чёрная ладья · e8 чёрная ладья · g8 чёрный король · b7 чёрная пешка · c7 чёрный ферзь · f7 чёрная пешка · g7 чёрная пешка · c6 чёрная пешка · f6 чёрный конь · b5 белая пешка · c5 белый конь · d5 чёрный конь · c4 белый ферзь · d4 белый конь · g4 чёрный слон · g3 белая пешка · d2 белая ладья · e2 белая пешка · f2 белая пешка · c1 белая ладья · g1 белый король · h1 белый слон | a8 чёрная ладья · e8 чёрная ладья · g8 чёрный король · b7 чёрная пешка · c7 чёрный ферзь · f7 чёрная пешка · g7 чёрная пешка · c6 чёрная пешка · f6 чёрный конь · b5 белая пешка · c5 белый конь · d5 чёрный конь · c4 белый ферзь · d4 белый конь · g4 чёрный слон · g3 белая пешка · d2 белая ладья · e2 белая пешка · f2 белая пешка · c1 белая ладья · g1 белый король · h1 белый слон | a8 чёрная ладья · e8 чёрная ладья · g8 чёрный король · b7 чёрная пешка · c7 чёрный ферзь · f7 чёрная пешка · g7 чёрная пешка · c6 чёрная пешка · f6 чёрный конь · b5 белая пешка · c5 белый конь · d5 чёрный конь · c4 белый ферзь · d4 белый конь · g4 чёрный слон · g3 белая пешка · d2 белая ладья · e2 белая пешка · f2 белая пешка · c1 белая ладья · g1 белый король · h1 белый слон | a8 чёрная ладья · e8 чёрная ладья · g8 чёрный король · b7 чёрная пешка · c7 чёрный ферзь · f7 чёрная пешка · g7 чёрная пешка · c6 чёрная пешка · f6 чёрный конь · b5 белая пешка · c5 белый конь · d5 чёрный конь · c4 белый ферзь · d4 белый конь · g4 чёрный слон · g3 белая пешка · d2 белая ладья · e2 белая пешка · f2 белая пешка · c1 белая ладья · g1 белый король · h1 белый слон | 6 |
| 5 | a8 чёрная ладья · e8 чёрная ладья · g8 чёрный король · b7 чёрная пешка · c7 чёрный ферзь · f7 чёрная пешка · g7 чёрная пешка · c6 чёрная пешка · f6 чёрный конь · b5 белая пешка · c5 белый конь · d5 чёрный конь · c4 белый ферзь · d4 белый конь · g4 чёрный слон · g3 белая пешка · d2 белая ладья · e2 белая пешка · f2 белая пешка · c1 белая ладья · g1 белый король · h1 белый слон | a8 чёрная ладья · e8 чёрная ладья · g8 чёрный король · b7 чёрная пешка · c7 чёрный ферзь · f7 чёрная пешка · g7 чёрная пешка · c6 чёрная пешка · f6 чёрный конь · b5 белая пешка · c5 белый конь · d5 чёрный конь · c4 белый ферзь · d4 белый конь · g4 чёрный слон · g3 белая пешка · d2 белая ладья · e2 белая пешка · f2 белая пешка · c1 белая ладья · g1 белый король · h1 белый слон | a8 чёрная ладья · e8 чёрная ладья · g8 чёрный король · b7 чёрная пешка · c7 чёрный ферзь · f7 чёрная пешка · g7 чёрная пешка · c6 чёрная пешка · f6 чёрный конь · b5 белая пешка · c5 белый конь · d5 чёрный конь · c4 белый ферзь · d4 белый конь · g4 чёрный слон · g3 белая пешка · d2 белая ладья · e2 белая пешка · f2 белая пешка · c1 белая ладья · g1 белый король · h1 белый слон | a8 чёрная ладья · e8 чёрная ладья · g8 чёрный король · b7 чёрная пешка · c7 чёрный ферзь · f7 чёрная пешка · g7 чёрная пешка · c6 чёрная пешка · f6 чёрный конь · b5 белая пешка · c5 белый конь · d5 чёрный конь · c4 белый ферзь · d4 белый конь · g4 чёрный слон · g3 белая пешка · d2 белая ладья · e2 белая пешка · f2 белая пешка · c1 белая ладья · g1 белый король · h1 белый слон | a8 чёрная ладья · e8 чёрная ладья · g8 чёрный король · b7 чёрная пешка · c7 чёрный ферзь · f7 чёрная пешка · g7 чёрная пешка · c6 чёрная пешка · f6 чёрный конь · b5 белая пешка · c5 белый конь · d5 чёрный конь · c4 белый ферзь · d4 белый конь · g4 чёрный слон · g3 белая пешка · d2 белая ладья · e2 белая пешка · f2 белая пешка · c1 белая ладья · g1 белый король · h1 белый слон | a8 чёрная ладья · e8 чёрная ладья · g8 чёрный король · b7 чёрная пешка · c7 чёрный ферзь · f7 чёрная пешка · g7 чёрная пешка · c6 чёрная пешка · f6 чёрный конь · b5 белая пешка · c5 белый конь · d5 чёрный конь · c4 белый ферзь · d4 белый конь · g4 чёрный слон · g3 белая пешка · d2 белая ладья · e2 белая пешка · f2 белая пешка · c1 белая ладья · g1 белый король · h1 белый слон | a8 чёрная ладья · e8 чёрная ладья · g8 чёрный король · b7 чёрная пешка · c7 чёрный ферзь · f7 чёрная пешка · g7 чёрная пешка · c6 чёрная пешка · f6 чёрный конь · b5 белая пешка · c5 белый конь · d5 чёрный конь · c4 белый ферзь · d4 белый конь · g4 чёрный слон · g3 белая пешка · d2 белая ладья · e2 белая пешка · f2 белая пешка · c1 белая ладья · g1 белый король · h1 белый слон | a8 чёрная ладья · e8 чёрная ладья · g8 чёрный король · b7 чёрная пешка · c7 чёрный ферзь · f7 чёрная пешка · g7 чёрная пешка · c6 чёрная пешка · f6 чёрный конь · b5 белая пешка · c5 белый конь · d5 чёрный конь · c4 белый ферзь · d4 белый конь · g4 чёрный слон · g3 белая пешка · d2 белая ладья · e2 белая пешка · f2 белая пешка · c1 белая ладья · g1 белый король · h1 белый слон | 5 |
| 4 | a8 чёрная ладья · e8 чёрная ладья · g8 чёрный король · b7 чёрная пешка · c7 чёрный ферзь · f7 чёрная пешка · g7 чёрная пешка · c6 чёрная пешка · f6 чёрный конь · b5 белая пешка · c5 белый конь · d5 чёрный конь · c4 белый ферзь · d4 белый конь · g4 чёрный слон · g3 белая пешка · d2 белая ладья · e2 белая пешка · f2 белая пешка · c1 белая ладья · g1 белый король · h1 белый слон | a8 чёрная ладья · e8 чёрная ладья · g8 чёрный король · b7 чёрная пешка · c7 чёрный ферзь · f7 чёрная пешка · g7 чёрная пешка · c6 чёрная пешка · f6 чёрный конь · b5 белая пешка · c5 белый конь · d5 чёрный конь · c4 белый ферзь · d4 белый конь · g4 чёрный слон · g3 белая пешка · d2 белая ладья · e2 белая пешка · f2 белая пешка · c1 белая ладья · g1 белый король · h1 белый слон | a8 чёрная ладья · e8 чёрная ладья · g8 чёрный король · b7 чёрная пешка · c7 чёрный ферзь · f7 чёрная пешка · g7 чёрная пешка · c6 чёрная пешка · f6 чёрный конь · b5 белая пешка · c5 белый конь · d5 чёрный конь · c4 белый ферзь · d4 белый конь · g4 чёрный слон · g3 белая пешка · d2 белая ладья · e2 белая пешка · f2 белая пешка · c1 белая ладья · g1 белый король · h1 белый слон | a8 чёрная ладья · e8 чёрная ладья · g8 чёрный король · b7 чёрная пешка · c7 чёрный ферзь · f7 чёрная пешка · g7 чёрная пешка · c6 чёрная пешка · f6 чёрный конь · b5 белая пешка · c5 белый конь · d5 чёрный конь · c4 белый ферзь · d4 белый конь · g4 чёрный слон · g3 белая пешка · d2 белая ладья · e2 белая пешка · f2 белая пешка · c1 белая ладья · g1 белый король · h1 белый слон | a8 чёрная ладья · e8 чёрная ладья · g8 чёрный король · b7 чёрная пешка · c7 чёрный ферзь · f7 чёрная пешка · g7 чёрная пешка · c6 чёрная пешка · f6 чёрный конь · b5 белая пешка · c5 белый конь · d5 чёрный конь · c4 белый ферзь · d4 белый конь · g4 чёрный слон · g3 белая пешка · d2 белая ладья · e2 белая пешка · f2 белая пешка · c1 белая ладья · g1 белый король · h1 белый слон | a8 чёрная ладья · e8 чёрная ладья · g8 чёрный король · b7 чёрная пешка · c7 чёрный ферзь · f7 чёрная пешка · g7 чёрная пешка · c6 чёрная пешка · f6 чёрный конь · b5 белая пешка · c5 белый конь · d5 чёрный конь · c4 белый ферзь · d4 белый конь · g4 чёрный слон · g3 белая пешка · d2 белая ладья · e2 белая пешка · f2 белая пешка · c1 белая ладья · g1 белый король · h1 белый слон | a8 чёрная ладья · e8 чёрная ладья · g8 чёрный король · b7 чёрная пешка · c7 чёрный ферзь · f7 чёрная пешка · g7 чёрная пешка · c6 чёрная пешка · f6 чёрный конь · b5 белая пешка · c5 белый конь · d5 чёрный конь · c4 белый ферзь · d4 белый конь · g4 чёрный слон · g3 белая пешка · d2 белая ладья · e2 белая пешка · f2 белая пешка · c1 белая ладья · g1 белый король · h1 белый слон | a8 чёрная ладья · e8 чёрная ладья · g8 чёрный король · b7 чёрная пешка · c7 чёрный ферзь · f7 чёрная пешка · g7 чёрная пешка · c6 чёрная пешка · f6 чёрный конь · b5 белая пешка · c5 белый конь · d5 чёрный конь · c4 белый ферзь · d4 белый конь · g4 чёрный слон · g3 белая пешка · d2 белая ладья · e2 белая пешка · f2 белая пешка · c1 белая ладья · g1 белый король · h1 белый слон | 4 |
| 3 | a8 чёрная ладья · e8 чёрная ладья · g8 чёрный король · b7 чёрная пешка · c7 чёрный ферзь · f7 чёрная пешка · g7 чёрная пешка · c6 чёрная пешка · f6 чёрный конь · b5 белая пешка · c5 белый конь · d5 чёрный конь · c4 белый ферзь · d4 белый конь · g4 чёрный слон · g3 белая пешка · d2 белая ладья · e2 белая пешка · f2 белая пешка · c1 белая ладья · g1 белый король · h1 белый слон | a8 чёрная ладья · e8 чёрная ладья · g8 чёрный король · b7 чёрная пешка · c7 чёрный ферзь · f7 чёрная пешка · g7 чёрная пешка · c6 чёрная пешка · f6 чёрный конь · b5 белая пешка · c5 белый конь · d5 чёрный конь · c4 белый ферзь · d4 белый конь · g4 чёрный слон · g3 белая пешка · d2 белая ладья · e2 белая пешка · f2 белая пешка · c1 белая ладья · g1 белый король · h1 белый слон | a8 чёрная ладья · e8 чёрная ладья · g8 чёрный король · b7 чёрная пешка · c7 чёрный ферзь · f7 чёрная пешка · g7 чёрная пешка · c6 чёрная пешка · f6 чёрный конь · b5 белая пешка · c5 белый конь · d5 чёрный конь · c4 белый ферзь · d4 белый конь · g4 чёрный слон · g3 белая пешка · d2 белая ладья · e2 белая пешка · f2 белая пешка · c1 белая ладья · g1 белый король · h1 белый слон | a8 чёрная ладья · e8 чёрная ладья · g8 чёрный король · b7 чёрная пешка · c7 чёрный ферзь · f7 чёрная пешка · g7 чёрная пешка · c6 чёрная пешка · f6 чёрный конь · b5 белая пешка · c5 белый конь · d5 чёрный конь · c4 белый ферзь · d4 белый конь · g4 чёрный слон · g3 белая пешка · d2 белая ладья · e2 белая пешка · f2 белая пешка · c1 белая ладья · g1 белый король · h1 белый слон | a8 чёрная ладья · e8 чёрная ладья · g8 чёрный король · b7 чёрная пешка · c7 чёрный ферзь · f7 чёрная пешка · g7 чёрная пешка · c6 чёрная пешка · f6 чёрный конь · b5 белая пешка · c5 белый конь · d5 чёрный конь · c4 белый ферзь · d4 белый конь · g4 чёрный слон · g3 белая пешка · d2 белая ладья · e2 белая пешка · f2 белая пешка · c1 белая ладья · g1 белый король · h1 белый слон | a8 чёрная ладья · e8 чёрная ладья · g8 чёрный король · b7 чёрная пешка · c7 чёрный ферзь · f7 чёрная пешка · g7 чёрная пешка · c6 чёрная пешка · f6 чёрный конь · b5 белая пешка · c5 белый конь · d5 чёрный конь · c4 белый ферзь · d4 белый конь · g4 чёрный слон · g3 белая пешка · d2 белая ладья · e2 белая пешка · f2 белая пешка · c1 белая ладья · g1 белый король · h1 белый слон | a8 чёрная ладья · e8 чёрная ладья · g8 чёрный король · b7 чёрная пешка · c7 чёрный ферзь · f7 чёрная пешка · g7 чёрная пешка · c6 чёрная пешка · f6 чёрный конь · b5 белая пешка · c5 белый конь · d5 чёрный конь · c4 белый ферзь · d4 белый конь · g4 чёрный слон · g3 белая пешка · d2 белая ладья · e2 белая пешка · f2 белая пешка · c1 белая ладья · g1 белый король · h1 белый слон | a8 чёрная ладья · e8 чёрная ладья · g8 чёрный король · b7 чёрная пешка · c7 чёрный ферзь · f7 чёрная пешка · g7 чёрная пешка · c6 чёрная пешка · f6 чёрный конь · b5 белая пешка · c5 белый конь · d5 чёрный конь · c4 белый ферзь · d4 белый конь · g4 чёрный слон · g3 белая пешка · d2 белая ладья · e2 белая пешка · f2 белая пешка · c1 белая ладья · g1 белый король · h1 белый слон | 3 |
| 2 | a8 чёрная ладья · e8 чёрная ладья · g8 чёрный король · b7 чёрная пешка · c7 чёрный ферзь · f7 чёрная пешка · g7 чёрная пешка · c6 чёрная пешка · f6 чёрный конь · b5 белая пешка · c5 белый конь · d5 чёрный конь · c4 белый ферзь · d4 белый конь · g4 чёрный слон · g3 белая пешка · d2 белая ладья · e2 белая пешка · f2 белая пешка · c1 белая ладья · g1 белый король · h1 белый слон | a8 чёрная ладья · e8 чёрная ладья · g8 чёрный король · b7 чёрная пешка · c7 чёрный ферзь · f7 чёрная пешка · g7 чёрная пешка · c6 чёрная пешка · f6 чёрный конь · b5 белая пешка · c5 белый конь · d5 чёрный конь · c4 белый ферзь · d4 белый конь · g4 чёрный слон · g3 белая пешка · d2 белая ладья · e2 белая пешка · f2 белая пешка · c1 белая ладья · g1 белый король · h1 белый слон | a8 чёрная ладья · e8 чёрная ладья · g8 чёрный король · b7 чёрная пешка · c7 чёрный ферзь · f7 чёрная пешка · g7 чёрная пешка · c6 чёрная пешка · f6 чёрный конь · b5 белая пешка · c5 белый конь · d5 чёрный конь · c4 белый ферзь · d4 белый конь · g4 чёрный слон · g3 белая пешка · d2 белая ладья · e2 белая пешка · f2 белая пешка · c1 белая ладья · g1 белый король · h1 белый слон | a8 чёрная ладья · e8 чёрная ладья · g8 чёрный король · b7 чёрная пешка · c7 чёрный ферзь · f7 чёрная пешка · g7 чёрная пешка · c6 чёрная пешка · f6 чёрный конь · b5 белая пешка · c5 белый конь · d5 чёрный конь · c4 белый ферзь · d4 белый конь · g4 чёрный слон · g3 белая пешка · d2 белая ладья · e2 белая пешка · f2 белая пешка · c1 белая ладья · g1 белый король · h1 белый слон | a8 чёрная ладья · e8 чёрная ладья · g8 чёрный король · b7 чёрная пешка · c7 чёрный ферзь · f7 чёрная пешка · g7 чёрная пешка · c6 чёрная пешка · f6 чёрный конь · b5 белая пешка · c5 белый конь · d5 чёрный конь · c4 белый ферзь · d4 белый конь · g4 чёрный слон · g3 белая пешка · d2 белая ладья · e2 белая пешка · f2 белая пешка · c1 белая ладья · g1 белый король · h1 белый слон | a8 чёрная ладья · e8 чёрная ладья · g8 чёрный король · b7 чёрная пешка · c7 чёрный ферзь · f7 чёрная пешка · g7 чёрная пешка · c6 чёрная пешка · f6 чёрный конь · b5 белая пешка · c5 белый конь · d5 чёрный конь · c4 белый ферзь · d4 белый конь · g4 чёрный слон · g3 белая пешка · d2 белая ладья · e2 белая пешка · f2 белая пешка · c1 белая ладья · g1 белый король · h1 белый слон | a8 чёрная ладья · e8 чёрная ладья · g8 чёрный король · b7 чёрная пешка · c7 чёрный ферзь · f7 чёрная пешка · g7 чёрная пешка · c6 чёрная пешка · f6 чёрный конь · b5 белая пешка · c5 белый конь · d5 чёрный конь · c4 белый ферзь · d4 белый конь · g4 чёрный слон · g3 белая пешка · d2 белая ладья · e2 белая пешка · f2 белая пешка · c1 белая ладья · g1 белый король · h1 белый слон | a8 чёрная ладья · e8 чёрная ладья · g8 чёрный король · b7 чёрная пешка · c7 чёрный ферзь · f7 чёрная пешка · g7 чёрная пешка · c6 чёрная пешка · f6 чёрный конь · b5 белая пешка · c5 белый конь · d5 чёрный конь · c4 белый ферзь · d4 белый конь · g4 чёрный слон · g3 белая пешка · d2 белая ладья · e2 белая пешка · f2 белая пешка · c1 белая ладья · g1 белый король · h1 белый слон | 2 |
| 1 | a8 чёрная ладья · e8 чёрная ладья · g8 чёрный король · b7 чёрная пешка · c7 чёрный ферзь · f7 чёрная пешка · g7 чёрная пешка · c6 чёрная пешка · f6 чёрный конь · b5 белая пешка · c5 белый конь · d5 чёрный конь · c4 белый ферзь · d4 белый конь · g4 чёрный слон · g3 белая пешка · d2 белая ладья · e2 белая пешка · f2 белая пешка · c1 белая ладья · g1 белый король · h1 белый слон | a8 чёрная ладья · e8 чёрная ладья · g8 чёрный король · b7 чёрная пешка · c7 чёрный ферзь · f7 чёрная пешка · g7 чёрная пешка · c6 чёрная пешка · f6 чёрный конь · b5 белая пешка · c5 белый конь · d5 чёрный конь · c4 белый ферзь · d4 белый конь · g4 чёрный слон · g3 белая пешка · d2 белая ладья · e2 белая пешка · f2 белая пешка · c1 белая ладья · g1 белый король · h1 белый слон | a8 чёрная ладья · e8 чёрная ладья · g8 чёрный король · b7 чёрная пешка · c7 чёрный ферзь · f7 чёрная пешка · g7 чёрная пешка · c6 чёрная пешка · f6 чёрный конь · b5 белая пешка · c5 белый конь · d5 чёрный конь · c4 белый ферзь · d4 белый конь · g4 чёрный слон · g3 белая пешка · d2 белая ладья · e2 белая пешка · f2 белая пешка · c1 белая ладья · g1 белый король · h1 белый слон | a8 чёрная ладья · e8 чёрная ладья · g8 чёрный король · b7 чёрная пешка · c7 чёрный ферзь · f7 чёрная пешка · g7 чёрная пешка · c6 чёрная пешка · f6 чёрный конь · b5 белая пешка · c5 белый конь · d5 чёрный конь · c4 белый ферзь · d4 белый конь · g4 чёрный слон · g3 белая пешка · d2 белая ладья · e2 белая пешка · f2 белая пешка · c1 белая ладья · g1 белый король · h1 белый слон | a8 чёрная ладья · e8 чёрная ладья · g8 чёрный король · b7 чёрная пешка · c7 чёрный ферзь · f7 чёрная пешка · g7 чёрная пешка · c6 чёрная пешка · f6 чёрный конь · b5 белая пешка · c5 белый конь · d5 чёрный конь · c4 белый ферзь · d4 белый конь · g4 чёрный слон · g3 белая пешка · d2 белая ладья · e2 белая пешка · f2 белая пешка · c1 белая ладья · g1 белый король · h1 белый слон | a8 чёрная ладья · e8 чёрная ладья · g8 чёрный король · b7 чёрная пешка · c7 чёрный ферзь · f7 чёрная пешка · g7 чёрная пешка · c6 чёрная пешка · f6 чёрный конь · b5 белая пешка · c5 белый конь · d5 чёрный конь · c4 белый ферзь · d4 белый конь · g4 чёрный слон · g3 белая пешка · d2 белая ладья · e2 белая пешка · f2 белая пешка · c1 белая ладья · g1 белый король · h1 белый слон | a8 чёрная ладья · e8 чёрная ладья · g8 чёрный король · b7 чёрная пешка · c7 чёрный ферзь · f7 чёрная пешка · g7 чёрная пешка · c6 чёрная пешка · f6 чёрный конь · b5 белая пешка · c5 белый конь · d5 чёрный конь · c4 белый ферзь · d4 белый конь · g4 чёрный слон · g3 белая пешка · d2 белая ладья · e2 белая пешка · f2 белая пешка · c1 белая ладья · g1 белый король · h1 белый слон | a8 чёрная ладья · e8 чёрная ладья · g8 чёрный король · b7 чёрная пешка · c7 чёрный ферзь · f7 чёрная пешка · g7 чёрная пешка · c6 чёрная пешка · f6 чёрный конь · b5 белая пешка · c5 белый конь · d5 чёрный конь · c4 белый ферзь · d4 белый конь · g4 чёрный слон · g3 белая пешка · d2 белая ладья · e2 белая пешка · f2 белая пешка · c1 белая ладья · g1 белый король · h1 белый слон | 1 |
|   | a | b | c | d | e | f | g | h |   |

1. g3 e5 2. Кf3 e4 3. Кd4 d5 4. d3 ed 5. Ф:d3 Кf6 6. Сg2 Сb4+ 7. Сd2 С:d2+ 8. К:d2 0-0 9. c4 Кa6 10. cd Кb4 11. Фc4 Кb:d5 12. К2b3 Белые занимают поле c5. 12… c6 13. 0-0 Лe8 14. Лfd1 Сg4 15. Лd2 Фc8 16. Кc5 Сh3 17. Сf3 Сg4 Чёрные предлагают ничью повторением ходов. 18. Сg2 Сh3 19. Сf3 Сg4 20. Сh1 h5 21. b4 a6 22. Лc1 h4 23. a4 hg 24. hg Фc7 25. b5 Белым следовало играть 25. e4, оттесняя коня с d5. Возможный вариант: 25… Кb6 26. Фc3 Лad8 27. Кb3 Л:d2 28. Ф:d2 Лd8 29. Фf4 Фc8 30. a5. Теперь инициативу перехватывают чёрные. 25… ab 26. ab См. диаграмму.
26… Лe3!! Угроза Л:g3+. Разумеется, нельзя 27. fe из-за 27… Ф:g3+ и 28… Кe3. Начало сложнейшей многоходовой комбинации, дальше почти все ходы белых вынуждены. 27. Кf3 cb 28. Ф:b5 Кc3 29. Ф:b7 Ф:b7 30. К:b7 К:e2+ 31. Крh2 Кe4! Теперь ладью на e3 нельзя брать из-за 32…К:d2 с выигрышем материала. 32. Лc4 В свою очередь, чёрные не могут бить ладью на d2 из-за варианта 32. К:d2 Лd3 33. Кc5. 32… К:f2! 33. Сg2 Сe6 34. Лcc2 Кg4+ 35. Крh3 Кe5+ 36. Крh2 Л:f3 37. Л:e2 Кg4+ 38. Крh3 Кe3+ 39. Крh2 К:c2 40. С:f3 Кd4 Белые сдались. Чёрные выигрывают фигуру: 43. Лe3 К:f3+ 44. Л:f3 Сd5.
В 1926 году Алехин сыграл в трёх турнирах в Великобритании, а также в Земмеринге и Дрездене. В трёх турнирах в Гастингсе, Скарборо и Бирмингеме он занял первые места (в Гастингсе — вместе с Видмаром), сыграв вничью в общей сложности всего две партии. Представительный турнир в Земмеринге он начал с двух поражений и в итоге набрал на пол-очка меньше, чем первый призёр — Шпильман. Турнир в Дрездене выиграл Нимцович, Алехин занял второе место. В конце 1926 — начале 1927 года в Голландии состоялся тренировочный матч с Максом Эйве, закончившийся со счётом +3 −2 =5 в пользу Алехина. Алехин играл матч не в полную силу, так как был занят переговорами о матче с Капабланкой.
Чтобы достать деньги на матч с Капабланкой, Алехин много выступал с сеансами одновременной игры. В 1920-х годах он дважды поставил мировой рекорд игры вслепую: в 1924 году в Нью-Йорке Алехин сыграл одновременно 26 партий с результатом +16 −5 =5, а через год в Париже побил свой предыдущий рекорд, сыграв вслепую 27 партий с результатом +22 −2 =3. В 1924 году он выпустил книгу «Мои лучшие партии (1908—1923)», включив в неё наиболее эффектные победы, которыми можно было заинтересовать спонсоров. В конце концов усилия Алехина увенчались успехом: после переговоров в Буэнос-Айресе в августе 1926 года правительство Аргентины выделило деньги на матч. Стороны договорились о том, что матч состоится в Буэнос-Айресе в 1927 году.

### Завоевание титула чемпиона мира

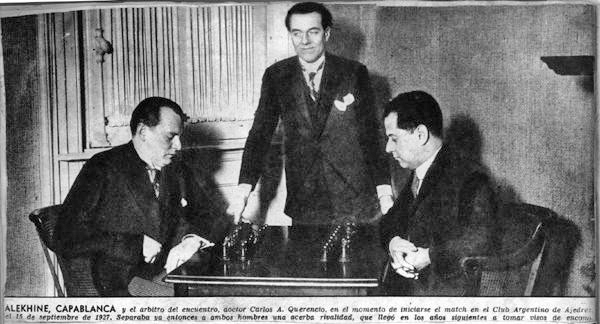
Слева направо: Алехин, арбитр Карлос Аугусто Керенсио, Капабланка

В начале 1927 года Алехин участвовал в проходившем в четыре круга шестерном международном турнире в Нью-Йорке, где занял второе место вслед за Капабланкой. Кубинец выиграл соревнование с отрывом в 2½ очка, победил во всех микроматчах и не проиграл ни одной партии. Затем Алехин победил на международном турнире в Кечкемете.
Предстоящий матч вызвал огромный интерес. Капабланка считался явным фаворитом: в то время он сильно превосходил Алехина в турнирных результатах и имел счёт 5:0 в свою пользу (не считая ничьих) в личных встречах. Шпильман, болевший за претендента, говорил, тем не менее, что Алехин не сможет выиграть ни одной партии. Авторы The Oxford Companion to Chess Дэвид Хупер и Кеннет Уайлд отмечают, что претендент и чемпион во многом представали противоположностями друг друга: Капабланка имел репутацию элегантного плейбоя и человека слова, был воздержан в еде и не курил, считался одарённым гениальностью свыше позиционным игроком, пренебрегавшим подготовкой к соревнованиям; Алехина не любили, считали неискренним и неприятным в общении, он злоупотреблял курением и алкоголем, но все признавали его мастерство комбинации и вложенные усилия, которые привели его к титульному поединку.
Матч с Капабланкой состоялся в Буэнос-Айресе осенью 1927 года. По условиям лондонского протокола для победы в матче требовалось выиграть шесть партий. Алехин выиграл начальную партию, проиграл третью и седьмую, снова вышел вперёд в двенадцатой и довёл матч до победы. В первой трети матча у Алехина началось воспаление надкостницы, из-за чего ему пришлось удалить шесть зубов. Последняя, тридцать четвёртая, партия была отложена в ладейном эндшпиле, где Алехин имел две лишние пешки. Капабланка не явился на доигрывание, прислав письмо, в котором объявлял о сдаче партии и поздравлял Алехина с победой в матче. Общий счёт — +6 −3 =25 в пользу претендента. После объявления Алехина чемпионом мира восторженная толпа донесла его до отеля на руках. По окончании матча Алехин с супругой посетили Чили и на пароходе отправились в Барселону, где им тоже была устроена бурная встреча.
Победу Алехина объясняют многими факторами. Претендент готовился к матчу несколько месяцев, придерживаясь строгого, аскетического режима и за это время досконально изучив игру своего противника. В ходе матча Алехин пользовался своими наработками, в то время как Капабланка, окрылённый уверенной победой в нью-йоркском турнире, пренебрёг целенаправленной подготовкой к матчу. Во вступительной статье к книге о нью-йоркском турнире, вышедшей в 1928 году, новый чемпион суммировал слабые места, которые, с его точки зрения, были у Капабланки: это излишняя осторожность в дебютах и слабая для игрока его уровня эндшпильная техника. В миттельшпиле, считал Алехин, Капабланка играет сильнее всего, но он слишком часто склонен полагаться на интуицию и из-за этого изучает позицию поверхностно и выбирает не лучшие продолжения.
После возвращения Алехина в Париж в честь его победы в феврале 1928 года был устроен банкет в Русском клубе. На банкете чемпион выступил с речью, которая в наиболее полном изложении (газета «Россия») заканчивалась: «И вот теперь мой тост за то, чтобы та дикая бесстыдная фантасмагория, которая окутала нашу родину, исчезла бы так же бесследно, как в моей борьбе исчез призрак непобедимости Капабланки» (точной записи не сохранилось, в других эмигрантских газетах речь передана с теми или иными сокращениями или расхождениями). В интервью, которые Алехин давал в Буэнос-Айресе и после возвращения в Европу, он подчёркивал, что не связывает своё будущее с большевистской Россией. Вскоре в журнале «Шахматный вестник» появилась статья заместителя наркома юстиции РСФСР и одного из организаторов шахматного спорта в СССР Николая Крыленко, в которой говорилось: «После речи Алехина в Русском клубе с гражданином Алехиным у нас всё покончено — он наш враг, и только как врага мы отныне должны его трактовать». Ещё через два месяца там же было опубликовано заявление Алексея Алехина (вероятно, составленное под давлением): «Я осуждаю всякое антисоветское выступление, от кого бы оно ни исходило, будь то, как в данном случае, брат мой или кто-либо другой. Алексей Алехин». Ранее, в декабре 1926 года, после выхода из советского гражданства Боголюбова исполнительное бюро Всесоюзной шахматной секции вынесло постановление, которым лишило эмигранта звания чемпиона СССР и охарактеризовало его и Алехина ренегатами, и Шабуров считает, что официальное отношение советских властей к Алехину окончательно сформировалось уже тогда. Воронков полагает, что Крыленко рассчитывал на возвращение Алехина до завершения чемпионского матча и только гневной статьёй в «Шахматном вестнике» признал тщетность своих усилий.

### Чемпион мира

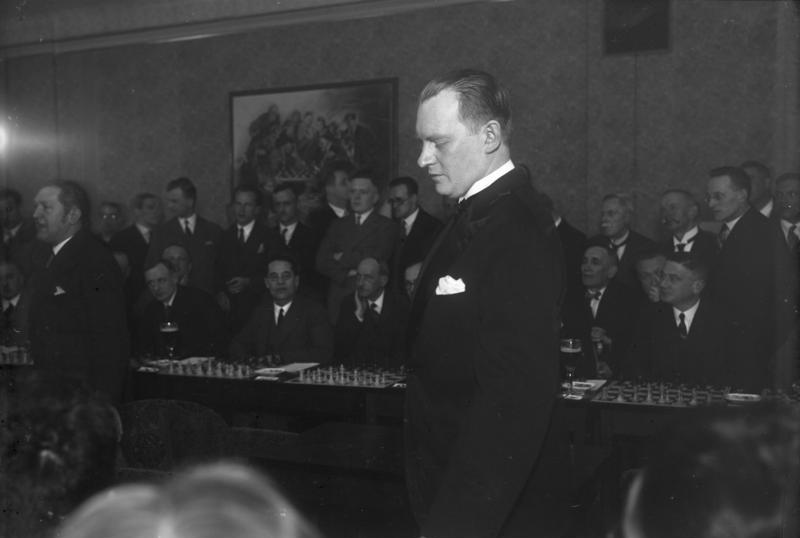
Алехин даёт сеанс одновременной игры в Берлине (1930)

Матч-реванш с Капабланкой так и не состоялся. Рассуждая о возможном матче-реванше сразу после победы в решающей партии, Алехин сказал, что готов играть его только на условиях Лондонского протокола. С другими претендентами он был согласен играть и с ограничением общего числа партий, но при наличии нескольких вызовов первоочередное право получал Капабланка. 10 февраля следующего года Капабланка обратился к Алехину и президенту ФИДЕ Александру Рюэбу с предложением изменить Лондонский протокол, добавив условие о том, что количество партий ограничивается шестнадцатью, так что, если ни один из соперников не одержит шести побед, то выигрывает тот, кто после шестнадцати партий будет иметь больше очков. Капабланка писал, что в противном случае матч может затянуться и превратиться в соревнование на выносливость. В ответном письме от 29 февраля Алехин повторил, что будет играть матч-реванш только на тех условиях, на которых он сам завоевал титул. 8 октября Капабланка направил Алехину официальный вызов, но получил ответ, что Алехин ещё в августе принял вызов Боголюбова и матч состоится в следующем году. Алехина обвиняли в том, что он сознательно избегает повторного матча с Капабланкой. С другой стороны, многие указывали, что препятствия, которые Алехин ставил экс-чемпиону, не отличались от тех, которые Капабланка ставил претенденту. Между двумя шахматистами развилась вражда, Алехин требовал удвоения гонорара, если в турнире участвовал Капабланка, так что они не выступали вместе до ноттингемского турнира 1936 года.
В 1928 году Алехин не выступал в соревнованиях, а работал над двумя книгами: «На пути к высшим шахматным достижениям» (о соревнованиях 1923—1927 годов, включая матч с Капабланкой; более точный перевод немецкого названия — «На пути к первенству мира») и «Международный шахматный турнир в Нью-Йорке 1927». В течение нескольких лет начиная с 1929 года Алехин одержал серию впечатляющих турнирных побед, доказав неоспоримое превосходство над соперниками. Из десяти международных турниров, в которых чемпион сыграл до конца 1933 года, он занял чистое первое место в восьми и ещё дважды разделил победу.
В 1929 году Алехин выиграл небольшой турнир в американском Брэдли-Бич и сыграл матч на первенство мира с Боголюбовым в разных городах Германии и Голландии. Алехин выиграл 11 партий, 5 проиграл, 9 свёл вничью, сохранив, таким образом, чемпионский титул.
|   | a | b | c | d | e | f | g | h |   |
| - | --- | --- | --- | --- | --- | --- | --- | --- | - |
| 8 | f8 чёрная ладья · g8 чёрный король · b7 чёрный слон · g7 чёрная пешка · b6 чёрная пешка · d6 чёрная пешка · h6 чёрная пешка · e5 чёрная пешка · g5 чёрный ферзь · b4 белая пешка · c4 белая пешка · d4 чёрный конь · f4 чёрная ладья · e3 белый ферзь · f3 белая пешка · f2 белая ладья · g2 белая пешка · h2 белая пешка · d1 белая ладья · e1 белый конь · f1 белый слон · h1 белый король | f8 чёрная ладья · g8 чёрный король · b7 чёрный слон · g7 чёрная пешка · b6 чёрная пешка · d6 чёрная пешка · h6 чёрная пешка · e5 чёрная пешка · g5 чёрный ферзь · b4 белая пешка · c4 белая пешка · d4 чёрный конь · f4 чёрная ладья · e3 белый ферзь · f3 белая пешка · f2 белая ладья · g2 белая пешка · h2 белая пешка · d1 белая ладья · e1 белый конь · f1 белый слон · h1 белый король | f8 чёрная ладья · g8 чёрный король · b7 чёрный слон · g7 чёрная пешка · b6 чёрная пешка · d6 чёрная пешка · h6 чёрная пешка · e5 чёрная пешка · g5 чёрный ферзь · b4 белая пешка · c4 белая пешка · d4 чёрный конь · f4 чёрная ладья · e3 белый ферзь · f3 белая пешка · f2 белая ладья · g2 белая пешка · h2 белая пешка · d1 белая ладья · e1 белый конь · f1 белый слон · h1 белый король | f8 чёрная ладья · g8 чёрный король · b7 чёрный слон · g7 чёрная пешка · b6 чёрная пешка · d6 чёрная пешка · h6 чёрная пешка · e5 чёрная пешка · g5 чёрный ферзь · b4 белая пешка · c4 белая пешка · d4 чёрный конь · f4 чёрная ладья · e3 белый ферзь · f3 белая пешка · f2 белая ладья · g2 белая пешка · h2 белая пешка · d1 белая ладья · e1 белый конь · f1 белый слон · h1 белый король | f8 чёрная ладья · g8 чёрный король · b7 чёрный слон · g7 чёрная пешка · b6 чёрная пешка · d6 чёрная пешка · h6 чёрная пешка · e5 чёрная пешка · g5 чёрный ферзь · b4 белая пешка · c4 белая пешка · d4 чёрный конь · f4 чёрная ладья · e3 белый ферзь · f3 белая пешка · f2 белая ладья · g2 белая пешка · h2 белая пешка · d1 белая ладья · e1 белый конь · f1 белый слон · h1 белый король | f8 чёрная ладья · g8 чёрный король · b7 чёрный слон · g7 чёрная пешка · b6 чёрная пешка · d6 чёрная пешка · h6 чёрная пешка · e5 чёрная пешка · g5 чёрный ферзь · b4 белая пешка · c4 белая пешка · d4 чёрный конь · f4 чёрная ладья · e3 белый ферзь · f3 белая пешка · f2 белая ладья · g2 белая пешка · h2 белая пешка · d1 белая ладья · e1 белый конь · f1 белый слон · h1 белый король | f8 чёрная ладья · g8 чёрный король · b7 чёрный слон · g7 чёрная пешка · b6 чёрная пешка · d6 чёрная пешка · h6 чёрная пешка · e5 чёрная пешка · g5 чёрный ферзь · b4 белая пешка · c4 белая пешка · d4 чёрный конь · f4 чёрная ладья · e3 белый ферзь · f3 белая пешка · f2 белая ладья · g2 белая пешка · h2 белая пешка · d1 белая ладья · e1 белый конь · f1 белый слон · h1 белый король | f8 чёрная ладья · g8 чёрный король · b7 чёрный слон · g7 чёрная пешка · b6 чёрная пешка · d6 чёрная пешка · h6 чёрная пешка · e5 чёрная пешка · g5 чёрный ферзь · b4 белая пешка · c4 белая пешка · d4 чёрный конь · f4 чёрная ладья · e3 белый ферзь · f3 белая пешка · f2 белая ладья · g2 белая пешка · h2 белая пешка · d1 белая ладья · e1 белый конь · f1 белый слон · h1 белый король | 8 |
| 7 | f8 чёрная ладья · g8 чёрный король · b7 чёрный слон · g7 чёрная пешка · b6 чёрная пешка · d6 чёрная пешка · h6 чёрная пешка · e5 чёрная пешка · g5 чёрный ферзь · b4 белая пешка · c4 белая пешка · d4 чёрный конь · f4 чёрная ладья · e3 белый ферзь · f3 белая пешка · f2 белая ладья · g2 белая пешка · h2 белая пешка · d1 белая ладья · e1 белый конь · f1 белый слон · h1 белый король | f8 чёрная ладья · g8 чёрный король · b7 чёрный слон · g7 чёрная пешка · b6 чёрная пешка · d6 чёрная пешка · h6 чёрная пешка · e5 чёрная пешка · g5 чёрный ферзь · b4 белая пешка · c4 белая пешка · d4 чёрный конь · f4 чёрная ладья · e3 белый ферзь · f3 белая пешка · f2 белая ладья · g2 белая пешка · h2 белая пешка · d1 белая ладья · e1 белый конь · f1 белый слон · h1 белый король | f8 чёрная ладья · g8 чёрный король · b7 чёрный слон · g7 чёрная пешка · b6 чёрная пешка · d6 чёрная пешка · h6 чёрная пешка · e5 чёрная пешка · g5 чёрный ферзь · b4 белая пешка · c4 белая пешка · d4 чёрный конь · f4 чёрная ладья · e3 белый ферзь · f3 белая пешка · f2 белая ладья · g2 белая пешка · h2 белая пешка · d1 белая ладья · e1 белый конь · f1 белый слон · h1 белый король | f8 чёрная ладья · g8 чёрный король · b7 чёрный слон · g7 чёрная пешка · b6 чёрная пешка · d6 чёрная пешка · h6 чёрная пешка · e5 чёрная пешка · g5 чёрный ферзь · b4 белая пешка · c4 белая пешка · d4 чёрный конь · f4 чёрная ладья · e3 белый ферзь · f3 белая пешка · f2 белая ладья · g2 белая пешка · h2 белая пешка · d1 белая ладья · e1 белый конь · f1 белый слон · h1 белый король | f8 чёрная ладья · g8 чёрный король · b7 чёрный слон · g7 чёрная пешка · b6 чёрная пешка · d6 чёрная пешка · h6 чёрная пешка · e5 чёрная пешка · g5 чёрный ферзь · b4 белая пешка · c4 белая пешка · d4 чёрный конь · f4 чёрная ладья · e3 белый ферзь · f3 белая пешка · f2 белая ладья · g2 белая пешка · h2 белая пешка · d1 белая ладья · e1 белый конь · f1 белый слон · h1 белый король | f8 чёрная ладья · g8 чёрный король · b7 чёрный слон · g7 чёрная пешка · b6 чёрная пешка · d6 чёрная пешка · h6 чёрная пешка · e5 чёрная пешка · g5 чёрный ферзь · b4 белая пешка · c4 белая пешка · d4 чёрный конь · f4 чёрная ладья · e3 белый ферзь · f3 белая пешка · f2 белая ладья · g2 белая пешка · h2 белая пешка · d1 белая ладья · e1 белый конь · f1 белый слон · h1 белый король | f8 чёрная ладья · g8 чёрный король · b7 чёрный слон · g7 чёрная пешка · b6 чёрная пешка · d6 чёрная пешка · h6 чёрная пешка · e5 чёрная пешка · g5 чёрный ферзь · b4 белая пешка · c4 белая пешка · d4 чёрный конь · f4 чёрная ладья · e3 белый ферзь · f3 белая пешка · f2 белая ладья · g2 белая пешка · h2 белая пешка · d1 белая ладья · e1 белый конь · f1 белый слон · h1 белый король | f8 чёрная ладья · g8 чёрный король · b7 чёрный слон · g7 чёрная пешка · b6 чёрная пешка · d6 чёрная пешка · h6 чёрная пешка · e5 чёрная пешка · g5 чёрный ферзь · b4 белая пешка · c4 белая пешка · d4 чёрный конь · f4 чёрная ладья · e3 белый ферзь · f3 белая пешка · f2 белая ладья · g2 белая пешка · h2 белая пешка · d1 белая ладья · e1 белый конь · f1 белый слон · h1 белый король | 7 |
| 6 | f8 чёрная ладья · g8 чёрный король · b7 чёрный слон · g7 чёрная пешка · b6 чёрная пешка · d6 чёрная пешка · h6 чёрная пешка · e5 чёрная пешка · g5 чёрный ферзь · b4 белая пешка · c4 белая пешка · d4 чёрный конь · f4 чёрная ладья · e3 белый ферзь · f3 белая пешка · f2 белая ладья · g2 белая пешка · h2 белая пешка · d1 белая ладья · e1 белый конь · f1 белый слон · h1 белый король | f8 чёрная ладья · g8 чёрный король · b7 чёрный слон · g7 чёрная пешка · b6 чёрная пешка · d6 чёрная пешка · h6 чёрная пешка · e5 чёрная пешка · g5 чёрный ферзь · b4 белая пешка · c4 белая пешка · d4 чёрный конь · f4 чёрная ладья · e3 белый ферзь · f3 белая пешка · f2 белая ладья · g2 белая пешка · h2 белая пешка · d1 белая ладья · e1 белый конь · f1 белый слон · h1 белый король | f8 чёрная ладья · g8 чёрный король · b7 чёрный слон · g7 чёрная пешка · b6 чёрная пешка · d6 чёрная пешка · h6 чёрная пешка · e5 чёрная пешка · g5 чёрный ферзь · b4 белая пешка · c4 белая пешка · d4 чёрный конь · f4 чёрная ладья · e3 белый ферзь · f3 белая пешка · f2 белая ладья · g2 белая пешка · h2 белая пешка · d1 белая ладья · e1 белый конь · f1 белый слон · h1 белый король | f8 чёрная ладья · g8 чёрный король · b7 чёрный слон · g7 чёрная пешка · b6 чёрная пешка · d6 чёрная пешка · h6 чёрная пешка · e5 чёрная пешка · g5 чёрный ферзь · b4 белая пешка · c4 белая пешка · d4 чёрный конь · f4 чёрная ладья · e3 белый ферзь · f3 белая пешка · f2 белая ладья · g2 белая пешка · h2 белая пешка · d1 белая ладья · e1 белый конь · f1 белый слон · h1 белый король | f8 чёрная ладья · g8 чёрный король · b7 чёрный слон · g7 чёрная пешка · b6 чёрная пешка · d6 чёрная пешка · h6 чёрная пешка · e5 чёрная пешка · g5 чёрный ферзь · b4 белая пешка · c4 белая пешка · d4 чёрный конь · f4 чёрная ладья · e3 белый ферзь · f3 белая пешка · f2 белая ладья · g2 белая пешка · h2 белая пешка · d1 белая ладья · e1 белый конь · f1 белый слон · h1 белый король | f8 чёрная ладья · g8 чёрный король · b7 чёрный слон · g7 чёрная пешка · b6 чёрная пешка · d6 чёрная пешка · h6 чёрная пешка · e5 чёрная пешка · g5 чёрный ферзь · b4 белая пешка · c4 белая пешка · d4 чёрный конь · f4 чёрная ладья · e3 белый ферзь · f3 белая пешка · f2 белая ладья · g2 белая пешка · h2 белая пешка · d1 белая ладья · e1 белый конь · f1 белый слон · h1 белый король | f8 чёрная ладья · g8 чёрный король · b7 чёрный слон · g7 чёрная пешка · b6 чёрная пешка · d6 чёрная пешка · h6 чёрная пешка · e5 чёрная пешка · g5 чёрный ферзь · b4 белая пешка · c4 белая пешка · d4 чёрный конь · f4 чёрная ладья · e3 белый ферзь · f3 белая пешка · f2 белая ладья · g2 белая пешка · h2 белая пешка · d1 белая ладья · e1 белый конь · f1 белый слон · h1 белый король | f8 чёрная ладья · g8 чёрный король · b7 чёрный слон · g7 чёрная пешка · b6 чёрная пешка · d6 чёрная пешка · h6 чёрная пешка · e5 чёрная пешка · g5 чёрный ферзь · b4 белая пешка · c4 белая пешка · d4 чёрный конь · f4 чёрная ладья · e3 белый ферзь · f3 белая пешка · f2 белая ладья · g2 белая пешка · h2 белая пешка · d1 белая ладья · e1 белый конь · f1 белый слон · h1 белый король | 6 |
| 5 | f8 чёрная ладья · g8 чёрный король · b7 чёрный слон · g7 чёрная пешка · b6 чёрная пешка · d6 чёрная пешка · h6 чёрная пешка · e5 чёрная пешка · g5 чёрный ферзь · b4 белая пешка · c4 белая пешка · d4 чёрный конь · f4 чёрная ладья · e3 белый ферзь · f3 белая пешка · f2 белая ладья · g2 белая пешка · h2 белая пешка · d1 белая ладья · e1 белый конь · f1 белый слон · h1 белый король | f8 чёрная ладья · g8 чёрный король · b7 чёрный слон · g7 чёрная пешка · b6 чёрная пешка · d6 чёрная пешка · h6 чёрная пешка · e5 чёрная пешка · g5 чёрный ферзь · b4 белая пешка · c4 белая пешка · d4 чёрный конь · f4 чёрная ладья · e3 белый ферзь · f3 белая пешка · f2 белая ладья · g2 белая пешка · h2 белая пешка · d1 белая ладья · e1 белый конь · f1 белый слон · h1 белый король | f8 чёрная ладья · g8 чёрный король · b7 чёрный слон · g7 чёрная пешка · b6 чёрная пешка · d6 чёрная пешка · h6 чёрная пешка · e5 чёрная пешка · g5 чёрный ферзь · b4 белая пешка · c4 белая пешка · d4 чёрный конь · f4 чёрная ладья · e3 белый ферзь · f3 белая пешка · f2 белая ладья · g2 белая пешка · h2 белая пешка · d1 белая ладья · e1 белый конь · f1 белый слон · h1 белый король | f8 чёрная ладья · g8 чёрный король · b7 чёрный слон · g7 чёрная пешка · b6 чёрная пешка · d6 чёрная пешка · h6 чёрная пешка · e5 чёрная пешка · g5 чёрный ферзь · b4 белая пешка · c4 белая пешка · d4 чёрный конь · f4 чёрная ладья · e3 белый ферзь · f3 белая пешка · f2 белая ладья · g2 белая пешка · h2 белая пешка · d1 белая ладья · e1 белый конь · f1 белый слон · h1 белый король | f8 чёрная ладья · g8 чёрный король · b7 чёрный слон · g7 чёрная пешка · b6 чёрная пешка · d6 чёрная пешка · h6 чёрная пешка · e5 чёрная пешка · g5 чёрный ферзь · b4 белая пешка · c4 белая пешка · d4 чёрный конь · f4 чёрная ладья · e3 белый ферзь · f3 белая пешка · f2 белая ладья · g2 белая пешка · h2 белая пешка · d1 белая ладья · e1 белый конь · f1 белый слон · h1 белый король | f8 чёрная ладья · g8 чёрный король · b7 чёрный слон · g7 чёрная пешка · b6 чёрная пешка · d6 чёрная пешка · h6 чёрная пешка · e5 чёрная пешка · g5 чёрный ферзь · b4 белая пешка · c4 белая пешка · d4 чёрный конь · f4 чёрная ладья · e3 белый ферзь · f3 белая пешка · f2 белая ладья · g2 белая пешка · h2 белая пешка · d1 белая ладья · e1 белый конь · f1 белый слон · h1 белый король | f8 чёрная ладья · g8 чёрный король · b7 чёрный слон · g7 чёрная пешка · b6 чёрная пешка · d6 чёрная пешка · h6 чёрная пешка · e5 чёрная пешка · g5 чёрный ферзь · b4 белая пешка · c4 белая пешка · d4 чёрный конь · f4 чёрная ладья · e3 белый ферзь · f3 белая пешка · f2 белая ладья · g2 белая пешка · h2 белая пешка · d1 белая ладья · e1 белый конь · f1 белый слон · h1 белый король | f8 чёрная ладья · g8 чёрный король · b7 чёрный слон · g7 чёрная пешка · b6 чёрная пешка · d6 чёрная пешка · h6 чёрная пешка · e5 чёрная пешка · g5 чёрный ферзь · b4 белая пешка · c4 белая пешка · d4 чёрный конь · f4 чёрная ладья · e3 белый ферзь · f3 белая пешка · f2 белая ладья · g2 белая пешка · h2 белая пешка · d1 белая ладья · e1 белый конь · f1 белый слон · h1 белый король | 5 |
| 4 | f8 чёрная ладья · g8 чёрный король · b7 чёрный слон · g7 чёрная пешка · b6 чёрная пешка · d6 чёрная пешка · h6 чёрная пешка · e5 чёрная пешка · g5 чёрный ферзь · b4 белая пешка · c4 белая пешка · d4 чёрный конь · f4 чёрная ладья · e3 белый ферзь · f3 белая пешка · f2 белая ладья · g2 белая пешка · h2 белая пешка · d1 белая ладья · e1 белый конь · f1 белый слон · h1 белый король | f8 чёрная ладья · g8 чёрный король · b7 чёрный слон · g7 чёрная пешка · b6 чёрная пешка · d6 чёрная пешка · h6 чёрная пешка · e5 чёрная пешка · g5 чёрный ферзь · b4 белая пешка · c4 белая пешка · d4 чёрный конь · f4 чёрная ладья · e3 белый ферзь · f3 белая пешка · f2 белая ладья · g2 белая пешка · h2 белая пешка · d1 белая ладья · e1 белый конь · f1 белый слон · h1 белый король | f8 чёрная ладья · g8 чёрный король · b7 чёрный слон · g7 чёрная пешка · b6 чёрная пешка · d6 чёрная пешка · h6 чёрная пешка · e5 чёрная пешка · g5 чёрный ферзь · b4 белая пешка · c4 белая пешка · d4 чёрный конь · f4 чёрная ладья · e3 белый ферзь · f3 белая пешка · f2 белая ладья · g2 белая пешка · h2 белая пешка · d1 белая ладья · e1 белый конь · f1 белый слон · h1 белый король | f8 чёрная ладья · g8 чёрный король · b7 чёрный слон · g7 чёрная пешка · b6 чёрная пешка · d6 чёрная пешка · h6 чёрная пешка · e5 чёрная пешка · g5 чёрный ферзь · b4 белая пешка · c4 белая пешка · d4 чёрный конь · f4 чёрная ладья · e3 белый ферзь · f3 белая пешка · f2 белая ладья · g2 белая пешка · h2 белая пешка · d1 белая ладья · e1 белый конь · f1 белый слон · h1 белый король | f8 чёрная ладья · g8 чёрный король · b7 чёрный слон · g7 чёрная пешка · b6 чёрная пешка · d6 чёрная пешка · h6 чёрная пешка · e5 чёрная пешка · g5 чёрный ферзь · b4 белая пешка · c4 белая пешка · d4 чёрный конь · f4 чёрная ладья · e3 белый ферзь · f3 белая пешка · f2 белая ладья · g2 белая пешка · h2 белая пешка · d1 белая ладья · e1 белый конь · f1 белый слон · h1 белый король | f8 чёрная ладья · g8 чёрный король · b7 чёрный слон · g7 чёрная пешка · b6 чёрная пешка · d6 чёрная пешка · h6 чёрная пешка · e5 чёрная пешка · g5 чёрный ферзь · b4 белая пешка · c4 белая пешка · d4 чёрный конь · f4 чёрная ладья · e3 белый ферзь · f3 белая пешка · f2 белая ладья · g2 белая пешка · h2 белая пешка · d1 белая ладья · e1 белый конь · f1 белый слон · h1 белый король | f8 чёрная ладья · g8 чёрный король · b7 чёрный слон · g7 чёрная пешка · b6 чёрная пешка · d6 чёрная пешка · h6 чёрная пешка · e5 чёрная пешка · g5 чёрный ферзь · b4 белая пешка · c4 белая пешка · d4 чёрный конь · f4 чёрная ладья · e3 белый ферзь · f3 белая пешка · f2 белая ладья · g2 белая пешка · h2 белая пешка · d1 белая ладья · e1 белый конь · f1 белый слон · h1 белый король | f8 чёрная ладья · g8 чёрный король · b7 чёрный слон · g7 чёрная пешка · b6 чёрная пешка · d6 чёрная пешка · h6 чёрная пешка · e5 чёрная пешка · g5 чёрный ферзь · b4 белая пешка · c4 белая пешка · d4 чёрный конь · f4 чёрная ладья · e3 белый ферзь · f3 белая пешка · f2 белая ладья · g2 белая пешка · h2 белая пешка · d1 белая ладья · e1 белый конь · f1 белый слон · h1 белый король | 4 |
| 3 | f8 чёрная ладья · g8 чёрный король · b7 чёрный слон · g7 чёрная пешка · b6 чёрная пешка · d6 чёрная пешка · h6 чёрная пешка · e5 чёрная пешка · g5 чёрный ферзь · b4 белая пешка · c4 белая пешка · d4 чёрный конь · f4 чёрная ладья · e3 белый ферзь · f3 белая пешка · f2 белая ладья · g2 белая пешка · h2 белая пешка · d1 белая ладья · e1 белый конь · f1 белый слон · h1 белый король | f8 чёрная ладья · g8 чёрный король · b7 чёрный слон · g7 чёрная пешка · b6 чёрная пешка · d6 чёрная пешка · h6 чёрная пешка · e5 чёрная пешка · g5 чёрный ферзь · b4 белая пешка · c4 белая пешка · d4 чёрный конь · f4 чёрная ладья · e3 белый ферзь · f3 белая пешка · f2 белая ладья · g2 белая пешка · h2 белая пешка · d1 белая ладья · e1 белый конь · f1 белый слон · h1 белый король | f8 чёрная ладья · g8 чёрный король · b7 чёрный слон · g7 чёрная пешка · b6 чёрная пешка · d6 чёрная пешка · h6 чёрная пешка · e5 чёрная пешка · g5 чёрный ферзь · b4 белая пешка · c4 белая пешка · d4 чёрный конь · f4 чёрная ладья · e3 белый ферзь · f3 белая пешка · f2 белая ладья · g2 белая пешка · h2 белая пешка · d1 белая ладья · e1 белый конь · f1 белый слон · h1 белый король | f8 чёрная ладья · g8 чёрный король · b7 чёрный слон · g7 чёрная пешка · b6 чёрная пешка · d6 чёрная пешка · h6 чёрная пешка · e5 чёрная пешка · g5 чёрный ферзь · b4 белая пешка · c4 белая пешка · d4 чёрный конь · f4 чёрная ладья · e3 белый ферзь · f3 белая пешка · f2 белая ладья · g2 белая пешка · h2 белая пешка · d1 белая ладья · e1 белый конь · f1 белый слон · h1 белый король | f8 чёрная ладья · g8 чёрный король · b7 чёрный слон · g7 чёрная пешка · b6 чёрная пешка · d6 чёрная пешка · h6 чёрная пешка · e5 чёрная пешка · g5 чёрный ферзь · b4 белая пешка · c4 белая пешка · d4 чёрный конь · f4 чёрная ладья · e3 белый ферзь · f3 белая пешка · f2 белая ладья · g2 белая пешка · h2 белая пешка · d1 белая ладья · e1 белый конь · f1 белый слон · h1 белый король | f8 чёрная ладья · g8 чёрный король · b7 чёрный слон · g7 чёрная пешка · b6 чёрная пешка · d6 чёрная пешка · h6 чёрная пешка · e5 чёрная пешка · g5 чёрный ферзь · b4 белая пешка · c4 белая пешка · d4 чёрный конь · f4 чёрная ладья · e3 белый ферзь · f3 белая пешка · f2 белая ладья · g2 белая пешка · h2 белая пешка · d1 белая ладья · e1 белый конь · f1 белый слон · h1 белый король | f8 чёрная ладья · g8 чёрный король · b7 чёрный слон · g7 чёрная пешка · b6 чёрная пешка · d6 чёрная пешка · h6 чёрная пешка · e5 чёрная пешка · g5 чёрный ферзь · b4 белая пешка · c4 белая пешка · d4 чёрный конь · f4 чёрная ладья · e3 белый ферзь · f3 белая пешка · f2 белая ладья · g2 белая пешка · h2 белая пешка · d1 белая ладья · e1 белый конь · f1 белый слон · h1 белый король | f8 чёрная ладья · g8 чёрный король · b7 чёрный слон · g7 чёрная пешка · b6 чёрная пешка · d6 чёрная пешка · h6 чёрная пешка · e5 чёрная пешка · g5 чёрный ферзь · b4 белая пешка · c4 белая пешка · d4 чёрный конь · f4 чёрная ладья · e3 белый ферзь · f3 белая пешка · f2 белая ладья · g2 белая пешка · h2 белая пешка · d1 белая ладья · e1 белый конь · f1 белый слон · h1 белый король | 3 |
| 2 | f8 чёрная ладья · g8 чёрный король · b7 чёрный слон · g7 чёрная пешка · b6 чёрная пешка · d6 чёрная пешка · h6 чёрная пешка · e5 чёрная пешка · g5 чёрный ферзь · b4 белая пешка · c4 белая пешка · d4 чёрный конь · f4 чёрная ладья · e3 белый ферзь · f3 белая пешка · f2 белая ладья · g2 белая пешка · h2 белая пешка · d1 белая ладья · e1 белый конь · f1 белый слон · h1 белый король | f8 чёрная ладья · g8 чёрный король · b7 чёрный слон · g7 чёрная пешка · b6 чёрная пешка · d6 чёрная пешка · h6 чёрная пешка · e5 чёрная пешка · g5 чёрный ферзь · b4 белая пешка · c4 белая пешка · d4 чёрный конь · f4 чёрная ладья · e3 белый ферзь · f3 белая пешка · f2 белая ладья · g2 белая пешка · h2 белая пешка · d1 белая ладья · e1 белый конь · f1 белый слон · h1 белый король | f8 чёрная ладья · g8 чёрный король · b7 чёрный слон · g7 чёрная пешка · b6 чёрная пешка · d6 чёрная пешка · h6 чёрная пешка · e5 чёрная пешка · g5 чёрный ферзь · b4 белая пешка · c4 белая пешка · d4 чёрный конь · f4 чёрная ладья · e3 белый ферзь · f3 белая пешка · f2 белая ладья · g2 белая пешка · h2 белая пешка · d1 белая ладья · e1 белый конь · f1 белый слон · h1 белый король | f8 чёрная ладья · g8 чёрный король · b7 чёрный слон · g7 чёрная пешка · b6 чёрная пешка · d6 чёрная пешка · h6 чёрная пешка · e5 чёрная пешка · g5 чёрный ферзь · b4 белая пешка · c4 белая пешка · d4 чёрный конь · f4 чёрная ладья · e3 белый ферзь · f3 белая пешка · f2 белая ладья · g2 белая пешка · h2 белая пешка · d1 белая ладья · e1 белый конь · f1 белый слон · h1 белый король | f8 чёрная ладья · g8 чёрный король · b7 чёрный слон · g7 чёрная пешка · b6 чёрная пешка · d6 чёрная пешка · h6 чёрная пешка · e5 чёрная пешка · g5 чёрный ферзь · b4 белая пешка · c4 белая пешка · d4 чёрный конь · f4 чёрная ладья · e3 белый ферзь · f3 белая пешка · f2 белая ладья · g2 белая пешка · h2 белая пешка · d1 белая ладья · e1 белый конь · f1 белый слон · h1 белый король | f8 чёрная ладья · g8 чёрный король · b7 чёрный слон · g7 чёрная пешка · b6 чёрная пешка · d6 чёрная пешка · h6 чёрная пешка · e5 чёрная пешка · g5 чёрный ферзь · b4 белая пешка · c4 белая пешка · d4 чёрный конь · f4 чёрная ладья · e3 белый ферзь · f3 белая пешка · f2 белая ладья · g2 белая пешка · h2 белая пешка · d1 белая ладья · e1 белый конь · f1 белый слон · h1 белый король | f8 чёрная ладья · g8 чёрный король · b7 чёрный слон · g7 чёрная пешка · b6 чёрная пешка · d6 чёрная пешка · h6 чёрная пешка · e5 чёрная пешка · g5 чёрный ферзь · b4 белая пешка · c4 белая пешка · d4 чёрный конь · f4 чёрная ладья · e3 белый ферзь · f3 белая пешка · f2 белая ладья · g2 белая пешка · h2 белая пешка · d1 белая ладья · e1 белый конь · f1 белый слон · h1 белый король | f8 чёрная ладья · g8 чёрный король · b7 чёрный слон · g7 чёрная пешка · b6 чёрная пешка · d6 чёрная пешка · h6 чёрная пешка · e5 чёрная пешка · g5 чёрный ферзь · b4 белая пешка · c4 белая пешка · d4 чёрный конь · f4 чёрная ладья · e3 белый ферзь · f3 белая пешка · f2 белая ладья · g2 белая пешка · h2 белая пешка · d1 белая ладья · e1 белый конь · f1 белый слон · h1 белый король | 2 |
| 1 | f8 чёрная ладья · g8 чёрный король · b7 чёрный слон · g7 чёрная пешка · b6 чёрная пешка · d6 чёрная пешка · h6 чёрная пешка · e5 чёрная пешка · g5 чёрный ферзь · b4 белая пешка · c4 белая пешка · d4 чёрный конь · f4 чёрная ладья · e3 белый ферзь · f3 белая пешка · f2 белая ладья · g2 белая пешка · h2 белая пешка · d1 белая ладья · e1 белый конь · f1 белый слон · h1 белый король | f8 чёрная ладья · g8 чёрный король · b7 чёрный слон · g7 чёрная пешка · b6 чёрная пешка · d6 чёрная пешка · h6 чёрная пешка · e5 чёрная пешка · g5 чёрный ферзь · b4 белая пешка · c4 белая пешка · d4 чёрный конь · f4 чёрная ладья · e3 белый ферзь · f3 белая пешка · f2 белая ладья · g2 белая пешка · h2 белая пешка · d1 белая ладья · e1 белый конь · f1 белый слон · h1 белый король | f8 чёрная ладья · g8 чёрный король · b7 чёрный слон · g7 чёрная пешка · b6 чёрная пешка · d6 чёрная пешка · h6 чёрная пешка · e5 чёрная пешка · g5 чёрный ферзь · b4 белая пешка · c4 белая пешка · d4 чёрный конь · f4 чёрная ладья · e3 белый ферзь · f3 белая пешка · f2 белая ладья · g2 белая пешка · h2 белая пешка · d1 белая ладья · e1 белый конь · f1 белый слон · h1 белый король | f8 чёрная ладья · g8 чёрный король · b7 чёрный слон · g7 чёрная пешка · b6 чёрная пешка · d6 чёрная пешка · h6 чёрная пешка · e5 чёрная пешка · g5 чёрный ферзь · b4 белая пешка · c4 белая пешка · d4 чёрный конь · f4 чёрная ладья · e3 белый ферзь · f3 белая пешка · f2 белая ладья · g2 белая пешка · h2 белая пешка · d1 белая ладья · e1 белый конь · f1 белый слон · h1 белый король | f8 чёрная ладья · g8 чёрный король · b7 чёрный слон · g7 чёрная пешка · b6 чёрная пешка · d6 чёрная пешка · h6 чёрная пешка · e5 чёрная пешка · g5 чёрный ферзь · b4 белая пешка · c4 белая пешка · d4 чёрный конь · f4 чёрная ладья · e3 белый ферзь · f3 белая пешка · f2 белая ладья · g2 белая пешка · h2 белая пешка · d1 белая ладья · e1 белый конь · f1 белый слон · h1 белый король | f8 чёрная ладья · g8 чёрный король · b7 чёрный слон · g7 чёрная пешка · b6 чёрная пешка · d6 чёрная пешка · h6 чёрная пешка · e5 чёрная пешка · g5 чёрный ферзь · b4 белая пешка · c4 белая пешка · d4 чёрный конь · f4 чёрная ладья · e3 белый ферзь · f3 белая пешка · f2 белая ладья · g2 белая пешка · h2 белая пешка · d1 белая ладья · e1 белый конь · f1 белый слон · h1 белый король | f8 чёрная ладья · g8 чёрный король · b7 чёрный слон · g7 чёрная пешка · b6 чёрная пешка · d6 чёрная пешка · h6 чёрная пешка · e5 чёрная пешка · g5 чёрный ферзь · b4 белая пешка · c4 белая пешка · d4 чёрный конь · f4 чёрная ладья · e3 белый ферзь · f3 белая пешка · f2 белая ладья · g2 белая пешка · h2 белая пешка · d1 белая ладья · e1 белый конь · f1 белый слон · h1 белый король | f8 чёрная ладья · g8 чёрный король · b7 чёрный слон · g7 чёрная пешка · b6 чёрная пешка · d6 чёрная пешка · h6 чёрная пешка · e5 чёрная пешка · g5 чёрный ферзь · b4 белая пешка · c4 белая пешка · d4 чёрный конь · f4 чёрная ладья · e3 белый ферзь · f3 белая пешка · f2 белая ладья · g2 белая пешка · h2 белая пешка · d1 белая ладья · e1 белый конь · f1 белый слон · h1 белый король | 1 |
|   | a | b | c | d | e | f | g | h |   |

Турнир в Сан-Ремо (Италия) в 1930 году стал одним из высших триумфов Алехина. В турнире, в котором играли почти все сильнейшие шахматисты мира: Нимцович, Боголюбов, Рубинштейн, Видмар, Мароци, — Алехин из пятнадцати партий выиграл тринадцать и лишь две свёл вничью. Второй призёр Нимцович отстал от победителя на 3½ очка; с таким отрывом в представительных турнирах не побеждал даже Капабланка, а в процентном отношении этот результат оказался рекордным для турниров подобного уровня (на рубеже веков Ласкер побеждал с результатами 23½ из 28 и 14½ из 16). В том же году Алехин сыграл за Францию на первой доске на 3-й олимпиаде в Гамбурге. Алехин сыграл девять партий из семнадцати и выиграл все, а партия со Штальбергом получила первый приз за красоту, но сборная Франции заняла всего лишь двенадцатое место.
В 1931 году Алехин с блеском выиграл большой двухкруговой турнир в Бледе без поражений и с отрывом от ближайшего соперника в 5½ очков: 20½ очков из 26, вторым был Боголюбов с 15 очками. Среди участников были Нимцович, Шпильман, Видмар, а также несколько представителей молодого поколения: Флор, Кэжден и Штольц. На 4-й олимпиаде Алехин набрал 13½ из 18, показав лучший результат на первой доске, в то время как Франция осталась на 14-м месте. В следующем году Алехин много выступал в турнирах, самыми значительными из которых были Лондон (второй призёр Флор отстал на очко) и Берн (на очко отстали Флор и Эйве). С декабря 1932 года по май 1933 года Алехин провёл кругосветные шахматные гастроли, посетив США, Мексику, Гавайские острова, Японию, Шанхай, Гонконг, Филиппины, Сингапур, Индонезию, Новую Зеландию, Цейлон, Александрию, Иерусалим, Геную. Алехин сыграл около полутора тысяч партий за время американского турне и 1320 партий, из них 1161 выиграл и только 65 проиграл, в ходе кругосветного путешествия. После окончания турне Алехин снова возглавил команду Франции на олимпиаде. С результатом 9½ из 12 он во второй раз подряд выиграл зачёт на первой доске, а сборная заняла восьмое место из пятнадцати команд. Ещё через месяц Алехин в очередной раз побил рекорд игры вслепую, с 1925 года принадлежавший Рети (29 досок), дав в Чикаго во время Всемирной выставки сеанс на 32 досках. Сеанс длился 12 часов и закончился со счётом +19 −4 =9 в пользу Алехина.
В 1934 году состоялся новый матч на первенство мира с Ефимом Боголюбовым, который тоже закончился уверенной победой Алехина — 15½:10½. Уже через месяц Алехин включился в борьбу в представительном международном турнире в Цюрихе (с участием Ласкера, Эйве, Флора, Боголюбова, Бернштейна, Нимцовича, Штальберга и других). Алехин выиграл турнир с результатом 13 из 15, на очко впереди Эйве (он нанёс победителю единственное поражение) и Флора.

### Потеря и возвращение чемпионского звания
В середине 1930-х годов в карьере Алехина начался спад, он пристрастился к алкоголю. С 1934 года до конца карьеры он не выиграл ни одного значительного турнира. Советские шахматные историки писали о тоске Алехина по России, о его попытках как раз в это время «помириться» с СССР. Некоторые связывают снижение уровня игры с усталостью чемпиона, с потерей мотивации к самосовершенствованию, вызванной отсутствием достойных противников, из-за чего Алехин стал позволять себе небрежную игру. В конце 1934 года Алехин принял вызов от Макса Эйве. В 1935 году он сыграл на олимпиаде в Варшаве, где занял второе место на первой доске (на очко больше набрал Флор), и выиграл небольшой турнир в Эребру. В 1934 году Алехин расстался с Надеждой Васильевой и женился на Грейс Висхар, шахматистке, выступавшей в женских турнирах, гражданке США и Великобритании.
Матч на первенство мира с Эйве на большинство из 30 партий начался 3 октября 1935 года. Алехин был фаворитом, Эйве по сравнению с другими претендентами имел довольно скромный турнирный и матчевый послужной список. Алехин уверенно начал матч, выиграл первую, третью и четвёртую партии, но потом стал допускать грубые ошибки, и в четырнадцатой партии счёт сравнялся. В 25-й партии Эйве впервые вышел вперёд, затем выиграл двадцать шестую и в итоге удержал перевес в одно очко. Матч закончился со счётом +9 −8 =13 в пользу претендента. Некоторые авторы писали, что поражение Алехина вызвано в первую очередь злоупотреблением алкоголем, Эйве и помогавший ему во время матча Флор вспоминали, что Алехин пил, но не в том количестве, чтобы это отразилось на итоговом результате. Спасский, Карпов, Каспаров и Крамник отмечали игровое превосходство Эйве.
Во время матча с Эйве в СССР в газетах «Известия» и «64» была опубликована телеграмма: «Не только как долголетний шахматный работник, но и как человек, понявший громадное значение того, что достигнуто в СССР во всех областях культурной жизни, шлю искренний привет шахматистам СССР по случаю 18-й годовщины Октябрьской революции. Алехин». В эмигрантской прессе телеграмма вызвала резко отрицательный отклик, в одной из газет была напечатана басня, в которой говорилось, что Алехин «битым отошёл к Советам».

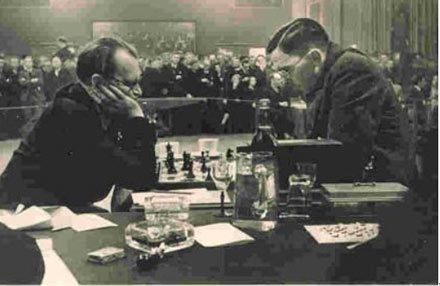
Матч-реванш 1937 года

Начиная с мая 1936 года Алехин за полтора года сыграл в десяти турнирах, показывая неровные результаты. В нескольких турнирах он выиграл или поделил первые места, в нескольких попадал в призёры, в Кемери в 1937 году поделил 4—5-е места. В самом крупном соревновании того периода — ноттингемском турнире 1936 года — Алехин выступил неудачно, заняв шестое место и на очко отстав от победителей — Капабланки и Ботвинника. При этом он проиграл Капабланке и Решевскому, но выиграл у Эйве. По воспоминаниям Флора, Алехин получил приглашение на международный турнир 1936 года в Москве, но отказался от участия, так как хотел приехать в Москву только чемпионом мира.
Условиями матча 1935 года был предусмотрен матч-реванш, который состоялся ровно через два года после первого матча. На турнирах в промежутке между двумя матчами Эйве выиграл у Алехина три партии при всего одном поражении и занимал места выше Алехина. В этот раз прогнозы были преимущественно в пользу Эйве. Голландец выиграл первую партию, во второй Алехин сравнял счёт, а затем, выиграв несколько партий подряд, вышел вперёд. На финише Эйве «сломался» и проиграл четыре из последних пяти партий. Алехин досрочно выиграл матч со счётом +10 −4 =11 и вернул себе звание чемпиона мира.

### Предвоенные годы
Из трёх турниров, сыгранных в Монтевидео, Маргите и Плимуте после возвращения чемпионского звания, Алехин победил в двух первых, а в третьем разделил 1—2-е места c Томасом. Выступление на АВРО-турнире в 1938 году, где играли 8 сильнейших шахматистов мира, было неудачным: четвёртое — шестое места из восьми, разделённые с Эйве и Решевским, +3 −3 =8. Капабланка занял седьмое место, их микроматч с Алехиным закончился со счётом 1½—½ в пользу действующего чемпиона. Ботвинник, также участвовавший в этом турнире, писал: «Нас мотали по всей стране. Перед игрой вместо обеда — два часа в поезде. Пожилые участники — Капабланка и Алехин — не выдержали напряжения». Организаторы рассматривали турнир как аналог турнира претендентов, победитель которого получит первоочередное право на матч с Алехиным, но сам Алехин выступил с заявлением, что готов играть с любым сильным противником, который обеспечит призовой фонд. По окончании турнира в амстердамском отеле Алехин и Ботвинник, получивший согласие руководства СССР, провели переговоры о возможном матче. Советская сторона настаивала на проведении всего матча в Москве. В отправленном в июле 1939 года письме чемпион мира подтвердил согласие на матч с Ботвинником, но ставил условием, что вторая половина матча пройдёт в Лондоне. В этом случае он был готов объявить о матче на 8-й шахматной Олимпиаде, запланированной на август — сентябрь 1939 года в Буэнос-Айресе. Советское руководство не выработало позиции по матчу, а начало Второй мировой войны прервало переговоры.
В 1939 году вышла новая книга Алехина «Мои лучшие партии (1924—1937)», в которую вошли, в числе прочего, анализы лучших партий матчей с Эйве и дополнительные комментарии к партиям, описанным в более ранних книгах. На олимпиаде в Аргентине, выиграв 9 партий и сведя вничью 7, он занял второе место на первой доске; первое досталось Капабланке, который сыграл на одну партию больше и опередил Алехина на очко. Когда проходил матч Франция — Куба, все ждали партии между Алехиным и Капабланкой, но кубинец пропустил игру. Сборная Франции в финальном турнире заняла место во второй половине таблицы. Во время олимпиады вторжением Германии в Польшу началась война, и Алехин выступил по радио и в прессе с призывом бойкотировать немецкую команду (в результате в трёх матчах немецкой команды были без игры зафиксированы технические ничьи 2:2). Там же Капабланка при поддержке местной шахматной федерации вызвал Алехина на матч-реванш, но Алехин отказался, сославшись на то, что он как военнообязанный должен вернуться во Францию. Перед возвращением в Европу он выиграл небольшие турниры в Монтевидео и Каракасе в конце 1939 года.

### Война и жизнь в оккупации
В январе 1940 года Алехин с женой прибыли в Португалию, но уже через две недели перебрались во Францию. После нападения нацистской Германии на Францию Алехин, не подлежавший призыву по состоянию здоровья, вступил добровольцем во французскую армию, где служил в звании лейтенанта переводчиком (согласно другим данным, он был призван в роту управления по тыловому обеспечению как стажёр, не в офицерском звании). Когда военные действия закончились, Алехин покинул зону немецкой оккупации и поселился на юге Франции. В 1940 году продолжились переговоры о матче с Капабланкой. Согласно переписке, с которой знакомился историк Александр Сизоненко, летом 1940 года Капабланка направил кубинскому функционеру Хайме Марине свои предложения по организации матча. Но до следующего года контакты между сторонами прервались и возобновились только весной 1941 года, когда Алехин выехал в Португалию. Он не имел средств для трансатлантического путешествия, а принимающая сторона отказалась брать на себя эти расходы. Матч не состоялся, а в следующем году Капабланка умер. В открытом письме правительству Кубы, опубликованном в журнале Chess 8 апреля 1941 года, Алехин объяснял, что мог выехать в Португалию ещё в июле, но был вынужден вернуться с юга в Париж, так как замок его жены в Нормандии рядом с Дьепом был разграблен сначала беженцами, а затем нацистами.
Незадолго до того, как Алехин повторно получил разрешение на выезд в Португалию, с 18 по 23 марта 1941 года, в парижской немецкоязычной газете Pariser Zeitung за подписью Алехина была опубликована серия антисемитских статей под общим названием «Арийские и еврейские шахматы» (нем. Arisches und judisches Schach), которые затем были перепечатаны в Deutsche Schachzeitung. В этих статьях история шахмат излагалась с точки зрения нацистской расовой теории, при этом обосновывалось положение, что для «арийских» шахмат характерна активная наступательная игра, а для «еврейских» — защита и выжидание ошибок соперника. В интервью, данном после освобождения Парижа союзниками (декабрь 1944 года), Алехин говорил, что был вынужден написать статьи, чтобы получить разрешение на выезд, и что статьи в исходном виде не содержали антисемитских выпадов, но были полностью переписаны немцами. После войны в открытом письме организаторам лондонского турнира (1946) Алехин уточнил, что от оригинального текста остались только размышления о необходимости реконструкции ФИДЕ и критика теорий Стейница и Ласкера. В 1996 году биограф Алехина В. Чарушин доказывал, что за переписыванием статей стоял австрийский шахматист и журналист, редактор Pariser Zeitung и ярый антисемит Теодор Гербец, умерший в 1945 году. В то же время другой исследователь, Жак де Моннье, утверждал, что в 1958 году видел черновики этих статей, написанные Алехиным собственноручно, которые Грейс Висхар перед смертью передала знакомому, но их публикация будет возможна не ранее, чем они перейдут в общественное достояние по французскому законодательству (2017 год), и только с согласия наследников Алехина. Кроме того, аналогичные рассуждения содержатся в интервью, которые Алехин в сентябре 1941 года давал испанской прессе, и в обзорах турниров, которые чемпион мира также публиковал в Pariser Zeitung.
В 1941—1943 годах Алехин участвовал в соревнованиях, организованных нацистским Шахматным союзом Великой Германии, что он впоследствии объяснял тем, что не имел других средств к существованию, и это было единственным способом сохранить остатки имущества жены и обеспечить ей самой защиту от репрессий, которые вполне могли коснуться американки еврейского происхождения. В сентябре 1941 года он занял второе место в турнире в Мюнхене, а до конца 1943 года принял участие ещё в семи турнирах в Германии и на оккупированных территориях. Четыре из них он выиграл, включая так называемый Чемпионат Европы в Мюнхене и чемпионат Генерал-губернаторства в Польше, прошедшие в 1942 году, ещё в трёх разделил первые места. Среди других шахматистов, игравших в турнирах в Третьем рейхе, были Керес, Боголюбов, Лундин, Штольц, Опоченский, Земиш и молодая восходящая звезда немецких шахмат Клаус Юнге. Счёт личных встреч с Кересом в этот период был +3 −0 =3, с Юнге — +4 −1 =1. Несколько раз Алехин давал сеансы одновременной игры для офицеров вермахта.
В январе 1943 года Алехин заболел скарлатиной. В зрелом возрасте она протекала тяжело. Врачам удалось спасти жизнь Алехина, но здоровье его было подорвано. В октябре 1943 года Алехин выехал на турнир в Испанию и более не вернулся на оккупированные территории. Жена Алехина не получила разрешение на выезд и осталась во Франции до конца войны. В Испании Алехин жил в бедности. Он принял участие в нескольких турнирах, в основном занимая первые места, и выиграл небольшой матч у чемпиона Испании Рей Ардида со счётом +1 −0 =3. Алехин давал частные уроки 13-летнему вундеркинду Артурито Помару (впоследствии гроссмейстеру, неоднократному чемпиону Испании), материалы которых свёл в позже опубликованный шахматный учебник «Завет!» (¡Legado!). Кроме этого, он выпустил сборник, куда вошли наиболее примечательные партии, сыгранные во время Второй мировой войны (всего — 117, 30 из них сыграны самим Алехиным). Последний турнир он сыграл осенью 1945 года в Касересе, заняв там второе место после Франсишку Люпи — чемпиона Португалии.

### Бойкот
В конце 1945 года Алехин был приглашён на турниры в Лондоне и Гастингсе, запланированные на будущий год, но приглашения вскоре были отозваны: Эйве и американские шахматисты (в первую очередь, Файн и Денкер) угрожали бойкотировать турнир, если в нём примет участие Алехин, из-за его сотрудничества с нацистами и статей в Pariser Zeitung. Алехин направил в оргкомитет лондонского турнира, а также в британскую и американскую шахматные федерации открытое письмо, в котором объяснял, что играть в турнирах в нацистской Германии он был вынужден из-за отсутствия средств, и прояснял свою позицию по антисемитским статьям, но ничего не добился. В ходе лондонского турнира группой шахматистов из стран-союзников был создан комитет по расследованию сотрудничества Алехина с нацистами, председателем которого стал Эйве. Предлагалось лишить Алехина звания чемпиона мира и объявить ему бойкот: не приглашать на турниры, не печатать его статей. Обсуждение велось без участия ФИДЕ. Единственным, кто высказался в пользу Алехина, был Тартаковер; он не только выступил против бойкота, но и попытался организовать сбор средств в пользу чемпиона. В конце концов комитет решил передать вопрос на рассмотрение ФИДЕ. Алехину было предложено прибыть во Францию для рассмотрения его дела французской шахматной федерацией. Он подал документы для получения разрешения на въезд, но разрешение пришло уже после его смерти.
Позднее высказывались предположения, что организаторы бойкота стремились в том числе и к достижению собственных корыстных целей: в США было два вероятных кандидата на звание чемпиона мира — Решевский и Файн, а Эйве мог рассчитывать на то, чтобы быть провозглашённым чемпионом мира после лишения Алехина титула. В пользу этой версии приводят довод о том, что после смерти Алехина на генеральной ассамблее ФИДЕ ставился на голосование вопрос о проведении матча на первенство мира между Эйве и Решевским.
С января 1946 года Алехин жил в португальском Эшториле. После известий о событиях в Лондоне Алехин вёл замкнутый образ жизни и общался в основном с португальским шахматистом Люпи, который стал его близким другом. В начале января они сыграли товарищеский матч, в котором Алехин победил со счётом 2½:1½. В феврале Алехин получил вызов от Ботвинника и дал согласие сыграть с ним матч в Лондоне.

### Смерть и похороны

Надгробный памятник на могиле Алехина на парижском кладбище Монпарнас работы его друга, шахматиста Абрама Бараца (1956). На надгробии указана ошибочная дата рождения 1 ноября.

23 марта 1946 года исполком ФИДЕ официально принял решение о проведении матча Алехин — Ботвинник, но утром 24 марта Алехин был найден мёртвым в своём гостиничном номере отеля «Парк». Он сидел в кресле у столика за шахматной доской с расставленными в начальной позиции фигурами. При вскрытии врачи определили, что причиной смерти была асфиксия, наступившая вследствие попадания в дыхательные пути кусочка мяса, хотя в некоторых публикациях того времени в качестве причины смерти указывались стенокардия или сердечная недостаточность. Существует несколько конспирологических версий, согласно которым Алехин был убит (скорее всего, отравлен), при этом обвиняют и западные, и советские спецслужбы.
В связи с кончиной Алехина журнал «Шахматы в СССР» напечатал некролог за подписью Петра Романовского, в котором говорилось: «Алехин родился и вырос в России. В нашей стране развились его шахматный талант и сила… Советские шахматисты высоко ценят Алехина как выдающегося мастера, внёсшего богатый вклад в сокровищницу шахматного искусства. Но, как к человеку морально неустойчивому и беспринципному, наше отношение к нему может быть только отрицательным».
Алехин был первоначально похоронен в Эшториле. В 1956 году был поднят вопрос о перезахоронении, советские власти изъявляли желание перенести останки Алехина в усыпальницу Прохоровых у Новодевичьего монастыря, где покоятся родственники шахматиста по матери. Однако, по настоянию вдовы Алехина Грейс, прах был захоронен в Париже, где жила Грейс и где Алехин провёл большую часть жизни. Перезахоронение состоялось 25 марта 1956 года на кладбище Монпарнас при участии президента ФИДЕ Фольке Рогарда и большой делегации из СССР. Мраморный барельеф на надгробии был создан шахматистом и скульптором Абрамом Барацем, лично знакомым с Алехиным. Надпись на надгробии гласила: «Шахматному гению России и Франции», при этом на нём были неверно указаны даты жизни шахматиста. Грейс, умершая в марте 1956 года незадолго до перезахоронения праха мужа, была похоронена в той же могиле. В 1999 году надгробие разбилось во время урагана и барельеф был утрачен, но позднее надгробие восстановили.
Алехин умер непобеждённым чемпионом. В 1948 году пять сильнейших шахматистов мира разыграли чемпионское звание в матче-турнире, который выиграл Ботвинник.

## Личная жизнь

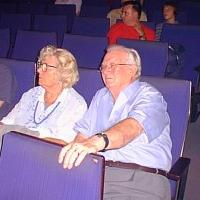
Александр Алехин (младший) с женой на турнире в Дортмунде. 2003 год.

Биографы отмечают, что все жёны Алехина были старше него и для большинства из них брак не был первым. В первый раз Алехин стал отцом в 1913 году, матерью его дочери Валентины (1913—1980), в воспитании которой он, по всей видимости, никак не участвовал, была баронесса Анна фон Севергин (или Севергина). О его первой жене, Александре Батаевой, известно мало; она была вдовой и работала делопроизводителем. Алехин официально зарегистрировал брак в 1920 году, а до того несколько месяцев жил в фактическом браке. Через год супруги развелись, и Алехин женился на гражданке Швейцарии Анне-Лизе Рюгг, с которой расстался после выезда в Европу в 1921 году. От второго брака у Алехина родился сын Александр (1921—2009), который жил в Швейцарии с матерью до её смерти в 1934 году, после чего был отдан на попечение. Участие Алехина в жизни сына ограничивалось финансовой поддержкой и эпизодическими личными встречами во время его редких поездок в Швейцарию. Алехин-младший в 1956 и 1992 годах посещал мемориалы Алехина в Москве. С Надеждой Васильевой (в девичестве Фабрицкой) Алехин прожил десять лет, их отношения не были официально оформлены. По воспоминаниям дочери Васильевой от первого брака, Надежда Семёновна заботилась о муже и вела его дела, чтобы он мог посвятить себя шахматам. Последней женой стала Грейс Висхар, вдова британского чайного плантатора, жившего на Цейлоне. Она имела американское гражданство и британское подданство, была старше мужа на 16 лет и сама была сильной шахматисткой. Этот брак улучшил и материальное положение чемпиона мира: Грейс получила большое наследство от первого мужа.
По воспоминаниям, Алехин был разносторонне образованным человеком и обаятельным собеседником, владел шестью языками. Некоторые отмечали его забывчивость и рассеянность в бытовых мелочах, которые резко контрастировали с великолепной шахматной памятью. Больше всего в жизни его интересовали шахматы; по словам Имре Кёнига, в первой половине XX века Алехин был одним из немногих шахматистов, для которых игра стала профессией и которые признавали, что зарабатывают на жизнь шахматами. Много писали о пристрастии Алехина к алкоголю, особенно начиная с 1930-х годов. По некоторым данным, последняя жена Алехина Грейс сама много пила, способствуя таким образом алкоголизму мужа. Согласно биографу Пабло Морану, в конце жизни Алехин имел тяжёлый цирроз печени. В то же время известно, что накануне ответственных соревнований, в том числе матча против Капабланки и матча-реванша с Эйве, Алехин соблюдал режим и вообще не употреблял спиртного.
Проживая в Париже, Алехин был членом масонских лож «Астрея» и «Друзья любомудрия». В ложе «Астрея», находившейся под юрисдикцией Великой ложи Франции, он был посвящён в степень ученика 24 мая 1928 года (по предложению Вяземского, Тесленко и Гвоздановича) после опроса, проведённого Левинсоном и Тесленко. Возвышен в степень подмастерья 9 мая 1929 года, возведён в степень мастера-масона 27 февраля 1930 года. Алехин посещал собрания ложи до 1932 года, восстановил членство в декабре 1937 года и исключён 27 декабря 1938 года. Также он был членом Верховного совета Франции, входил в состав ложи усовершенствования (4−14 гр.) «Друзья любомудрия» до 1933 года. Посвящён в степень Тайного мастера (ДПШУ).
Алехин был большим любителем кошек. Его сиамский кот Чесс (в переводе с англ. — «Шахматы») постоянно присутствовал на соревнованиях как талисман. Во время первого матча с Эйве кот обнюхивал доску перед каждой партией.

## Творчество
Шахматы для меня не игра, не искусство даже — а борьба, в которой, как в жизненной борьбе, всегда побеждает сильнейший.Александр Алехин, Москва, 8/Х 1920

### Характеристика творческой манеры
Александра Алехина нельзя назвать «шахматным вундеркиндом» — он начал серьёзно заниматься шахматами в возрасте около 10 лет. В отличие от Капабланки, который, казалось, не нуждался в изучении теории, Алехин развивался как шахматист хотя и быстро, но постепенно, активно изучая шахматную теорию и нарабатывая опыт. К 20 годам он вошёл в число сильнейших шахматистов мира.
Алехин больше всего известен как приверженец яркого атакующего стиля игры, художник, создававший сложные и эффектные многоходовые комбинации. Сам Алехин писал: «Для меня шахматы не игра, а искусство. Да, я считаю шахматы искусством и беру на себя все те обязанности, которые оно налагает на своих приверженцев». За свою карьеру Алехин много раз получал призы за красоту игры. В то же время, Алехин был мастером позиционной игры и прежде чем начать атаку, закладывал для неё позиционный фундамент и маневрированием создавал себе преимущество на нужном участке доски. По словам Гарри Каспарова, Алехин был первым, кто интуитивно сочетал в своей игре три фактора: материал, время (темп) и качество позиции, мог оценить, какой из факторов важнее в данный момент и, исходя из этого, пожертвовать чем-то, чтобы усилить другой компонент; поэтому Каспаров называл Алехина «пионером универсального стиля игры, основанного на тесной взаимоувязке стратегических и тактических мотивов». Частым приёмом в игре Алехина была жертва пешки за инициативу. Алехин был идейно близок своим современникам-«гипермодернистам» (Рети, Нимцовичу и др.), его с ними роднит поиск оригинальных дебютных идей и любовь к создающимся из таких дебютов сложным маневренным позициям; защита Алехина считается одним из знаковых дебютов гипермодернизма. Советские авторы при этом возводили генеалогию алехинского комбинационного стиля к «романтическим» шахматам Чигорина (так, эта мысль проводится в вышедшей в 1950 году статье Петра Романовского «Романтизм в шахматном искусстве»).
В 1970 году, когда участников «Матча века» (СССР против остального мира) попросили назвать лучшего шахматиста всех времён, большинство назвало Алехина. Роберт Фишер в 1964 году поставил Алехина на шестое место и написал, что «его стиль подходил ему, но вряд ли подошёл бы кому-то ещё. Его замыслы были громадны, полны странных и беспримерных идей». Файн считал многие партии Алехина образцовыми с технической точки зрения и называл сборник партий Алехина одним из лучших в мире наряду со сборниками партий Ласкера и Фишера. По подсчётам статистиков, Алехин занимает первое место среди всех чемпионов мира по проценту выигранных партий — 58 % (у Стейница, Ласкера и Фишера — 55 %).
Алехин ярко проявил себя в игре вслепую, нередко его называют величайшим мастером этого жанра. Он несколько раз ставил рекорды по количеству соперников в сеансах одновременной игры вслепую; многие комбинации, включаемые в сборники лучших партий Алехина, были проведены в таких сеансах. Последний рекорд Алехина — сеанс вслепую на 32 досках в 1933 году — был побит через четыре года Колтановским, но и после этого многие отдавали в данной области предпочтение Алехину, поскольку он проводил сеансы против сильных противников, достигая при этом высоких результатов. Так, среди его противников в сеансе в Нью-Йорке в 1924 году были ведущие американские шахматисты Кэжден, Стейнер и Пинкус. Сам Алехин не видел в игре вслепую ничего сверхъестественного, говоря: «Мне думается, что весь секрет заключается в прирождённой остроте памяти, которую соответствующим образом развивают основательное знание шахматной доски и глубокое проникновение в сущность шахматной игры». Многие оставившие воспоминания об Алехине говорили о его феноменальной шахматной памяти — он помнил все сыгранные партии и даже через несколько лет мог точно повторить и разобрать их. По словам Капабланки, «по-видимому, Алехин обладал самой замечательной шахматной памятью, которая когда-либо существовала».

### Вклад в теорию
В честь Алехина получили своё название многие дебютные варианты. Защита Алехина (первые ходы — 1.e4 Кf6) была применена Алехиным в консультационной партии, а затем в партиях против Земиша и Штейнера на будапештском турнире в 1921 году, и почти сразу за новым дебютом закрепилось нынешнее название. Вариант французской защиты 1. e4 e6 2. d4 d5 3. Кc3 Кf6 4. Сg5 Сe7 5. e5 Кfd7 6. h4, известный как атака Шатара — Алехина, был придуман в 1909 году Альбином, но стал широко известен, когда Алехин применил его против Фарни (Мангейм, 1914). По имени Алехина называют различные продолжения за оба цвета в испанской партии и ферзевом гамбите, вариант защиты Каро — Канн, одно из продолжений в вариант дракона сицилианской защиты. Начиная с 1920-х годов Алехин расширял дебютный репертуар и нашёл много новых идей в закрытых дебютах — славянской защите, защите Грюнфельда, староиндийской защите, защите Нимцовича, дебюте Рети.
Алехин написал более двадцати книг, в основном, сборники партий с крупных турниров и своих собственных партий с подробными комментариями. Особенность его книг в том, что все они рассчитаны на подготовленного читателя, способного понять подробный анализ партии; в отличие от многих своих предшественников, в числе которых Ласкер и Капабланка, Алехин не писал учебников для начинающих шахматистов. Неоднократно Алехин для публикации «редактировал» партии, заканчивая их более эффектными вариантами, чем те, которые имели место в реальности. Алехина обвиняли и в том, что он включал в свои книги или публиковал в журналах полностью вымышленные партии. Самая известная из подтверждённых мистификаций — партия с пятью ферзями на доске, которая на самом деле была нереализованным вариантом из партии Григорьев — Алехин, сыгранной в Москве в 1915 году.
В 1920-х Алехин был среди первых шахматистов, игравших в двухходовые («марсельские») шахматы. В частности, сохранилась партия, которую он выиграл чёрными в 1925 году у Альбера Форти.

## Результаты выступлений

### Турниры
| Дата        | Соревнование                                                          | Место | Результат                             | Результат  | Примечания |
| ----------- | --------------------------------------------------------------------- | ----- | ------------------------------------- | ---------- | --- |
| 1907        | Москва, весенний турнир Московского шахматного клуба                  | 11—13 | 5½ из 15                              | +5 −9 =1   | Алексей Алехин разделил 4—6-е места |
| 1908        | Москва, весенний турнир Московского шахматного клуба                  | 1     | 2½ из 3                               | +2 −0 =1   | |
| 1908        | Москва, осенний турнир Московского шахматного клуба                   | 1     | 6½ из 9                               | +5 −1 =3   | |
| 1908        | Дюссельдорф, 16-й конгресс шахматного союза Германии, побочный турнир | 4—5   | 9 из 13                               | +8 −3 =2   | |
| 1908 / 1909 | Москва                                                                | 1     |                                       |            | |
| 1909        | Санкт-Петербург, Всероссийский турнир любителей памяти М. И. Чигорина | 1     | 13 из 16                              | +12 −2 =2  | 2-е место — Ротлеви (12) |
| 1909        | Москва, чемпионат                                                     | 5     | 7½ из 10                              | +6 −3 =1   | 1-е место — Гончаров |
| 1909        | Москва                                                                | 1     | 6½ из 7                               | +6 −0 =1   | |
| 1910        | Гамбург, 17-й конгресс шахматного союза Германии                      | 7—8   | 8½ из 16                              | +5 −4 =7   | 1-е место — Шлехтер |
| 1911        | Карлсбад, 2-й международный турнир                                    | 8—11  | 13½ из 25                             | +11 −9 =5  | 1-е место — Тейхман (18) |
| 1912        | Стокгольм                                                             | 1     | 8½ из 10                              | +8 −1 =1   | |
| 1912        | Вильно, Всероссийский турнир мастеров                                 | 6—7   | 8½ из 18                              | +7 −8 =3   | 1-е место — Рубинштейн (12), 2-е — Бернштейн (11½) |
| 1912        | Санкт-Петербург, зимний турнир Петербургского шахматного собрания     | 1     | 7 из 9                                | +8 −1 =1   | |
| 1913        | Санкт-Петербург                                                       | 1—2   | 2 из 3                                | +2 −1 =0   | Поделил с Левенфишем |
| 1913        | Схевенинген                                                           | 1     | 11½ из 13                             | +10 −1 =1  | 2-е место — Яновский (11) |
| 1913—1914   | Санкт-Петербург, Всероссийский турнир мастеров                        | 1—2   | 13½ из 17                             | +13 −3 =1  | Поделил с Нимцовичем. 3-е место — Флямберг (13). Матч из 2 партий за первое место закончился вничью (+1 −1) |
| 1914        | Санкт-Петербург, международный турнир                                 | 3     | 10 из 18, в том числе 4 из 8 в финале | +6 −4 =8   | 1-е место — Ласкер (13½), 2-е — Капабланка (13), 4-е — Тарраш (8½), 5-е — Маршалл (8). Турнир состоял из предварительного кругового турнира для 11 игроков и финального турнира в два круга для пяти лучших шахматистов, результаты предварительного турнира и финала суммировались |
| 1914        | Париж                                                                 | 1—2   | 2½ из 3                               | +2 −0 =1   | Поделил с Маршаллом |
| 1914        | Мангейм                                                               | —     | 9½ из 11                              | +9 −1 =1   | 19-й конгресс шахматного союза Германии, прерван в связи с началом Первой мировой войны. Алехин шёл на первом месте, на втором — Видмар (8½) |
| 1915        | Москва                                                                | 1     | 10½ из 11                             | +10 −0 =1  | 2-е место — Ненароков (8½) |
| 1919/1920   | Москва, чемпионат                                                     | 1     | 11 из 11                              | +11 −0 =0  | Алехин играл вне конкурса, 2-е место — Греков (8) |
| 1920        | Москва, Всероссийская шахматная олимпиада                             | 1     | 12 из 15                              | +9 −0 =6   | 2-е место — Романовский (11), 3-е — Левенфиш (10) |
| 1921        | Триберг                                                               | 1     | 7 из 8                                | +6 −0 =2   | 2-е место — Боголюбов (5). Турнир проходил в два круга |
| 1921        | Будапешт                                                              | 1     | 8½ из 11                              | +6 −0 =5   | 2-е место — Грюнфельд (8) |
| 1921        | Гаага                                                                 | 1     | 8 из 9                                | +7 −0 =2   | 2-е место — Тартаковер (7), 3-е — Рубинштейн (6½) |
| 1922        | Пьештяны                                                              | 2—3   | 14½ из 18                             | +12 −1 =5  | Поделил со Шпильманом, 1-е место — Боголюбов (15) |
| 1922        | Лондон, 17-й конгресс Британского шахматного союза                    | 2     | 11½ из 15                             | +8 −0 =7   | 1-е место — Капабланка (13), 3-е — Видмар (11), 4-е —Рубинштейн (10½), 5-е — Боголюбов (9) |
| 1922        | Гастингс                                                              | 1     | 7½ из 10                              | +6 −1 =3   | 2-е место — Рубинштейн (7), 3—4-е — Боголюбов и Томас (4½). Турнир проходил в два круга |
| 1922        | Вена                                                                  | 4—6   | 9 из 14                               | +7 −3 =4   | 1-е место — Рубинштейн (11½) |
| 1923        | Маргит                                                                | 2—5   | 4½ из 7                               | +3 −1 =3   | 1-е место — Грюнфельд (5½) |
| 1923        | Карлсбад, международный турнир                                        | 1—3   | 11½ из 17                             | +9 −3 =5   | Поделил с Боголюбовым и Мароци |
| 1923        | Портсмут                                                              | 1     | 11½ из 12                             | +11 −0 =1  | |
| 1924        | Нью-Йорк                                                              | 3     | 12 из 20                              | +6 −2 =12  | 1-е место — Ласкер (16), 2-е — Капабланка (14½), 4-е — Маршалл (11), 5-е — Рети (10½). Турнир проходил в два круга |
| 1925        | Париж                                                                 | 1     | 6½ из 8                               | +5 −0 =3   | 2-е место — Тартаковер (4½). Турнир проходил в два круга |
| 1925        | Берн                                                                  | 1     | 4 из 6                                | +3 −1 =2   | Турнир проходил в два круга |
| 1925        | Баден-Баден                                                           | 1     | 16 из 20                              | +12 −0 =8  | 2-е место — Рубинштейн (14½), 3-е — Земиш (13½) |
| 1925/26     | Гастингс                                                              | 1—2   | 8½ из 9                               | +8 −0 =1   | Поделил с Видмаром |
| 1926        | Скарборо                                                              | 1     | 5½ из 6                               | +5 −0 =1   | |
| 1926        | Бирмингем                                                             | 1     | 5 из 5                                | +5 −0 =0   | |
| 1926        | Земмеринг                                                             | 2     | 12½ из 17                             | +11 −3 =3  | 1-е место — Шпильман |
| 1926        | Дрезден                                                               | 2     | 7 из 9                                | +5 −0 =4   | 1-е место — Нимцович (8½) |
| 1926        | Буэнос-Айрес                                                          | 1     | 10 из 10                              | +10 −0 =0  | |
| 1927        | Нью-Йорк                                                              | 2     | 11½ из 20                             | +5 −2 =13  | 1-е место — Капабланка (14), 3-е — Нимцович (10½), 4-е — Видмар (10). Турнир проходил в четыре круга |
| 1927        | Кечкемет                                                              | 1     | 12 из 16                              | +8 −0 =8   | 2—3-е места — Нимцович и Штейнер (11½). Турнир состоял из двух отборочных этапов по 10 человек в каждом и финала для восьми сильнейших |
| 1929        | Брэдли-Бич                                                            | 1     | 8½ из 9                               | +8 −0 =1   | 2-е место — Штейнер (7) |
| 1930        | Сан-Ремо                                                              | 1     | 14 из 15                              | +13 −0 =2  | 2-е место — Нимцович (10½), 3-е — Рубинштейн (10), 4-е — Боголюбов (9½), 5-е — Ейтс (9) |
| 1931        | Ницца                                                                 | 1     | 6 из 8                                | +4 −0 =4   | |
| 1931        | Блед                                                                  | 1     | 20½ из 26                             | +15 −0 =11 | 2-е место — Боголюбов (15), 3-е — Нимцович (14), 4—7-е — Флор, Кэжден, Штольц и Видмар (13½) |
| 1932        | Лондон                                                                | 1     | 9 из 11                               | +7 −0 =4   | 2-е место — Флор (8) |
| 1932        | Берн                                                                  | 1—3   | 2 из 3                                | +2 −1 =0   | |
| 1932        | Берн                                                                  | 1     | 12½ из 15                             | +11 −1 =3  | 2—3-е места — Эйве и Флор (11½) |
| 1932        | Пасадена, всеамериканский турнир                                      | 1     | 8½ из 11                              | +7 −1 =3   | 2-е место — Кэжден |
| 1932        | Мехико                                                                | 1—2   | 8½ из 9                               | +8 −0 =1   | Разделил с Кэжденом |
| 1933        | Париж                                                                 | 1     | 8 из 9                                | +7 −0 =2   | |
| 1933/34     | Гастингс                                                              | 2—3   | 6½ из 9                               | +4 −0 =5   | Поделил с Лилиенталем. 1-е место — Флор (7) |
| 1934        | Роттердам                                                             | 1     | 3 из 3                                | +3 −0 =0   | |
| 1934        | Цюрих                                                                 | 1     | 13 из 15                              | +12 −1 =2  | 2—3-е места — Эйве и Флор (12) |
| 1935        | Эребру                                                                | 1     | 8½ из 9                               | +8 −0 =1   | 2-е место — Лундин |
| 1936        | Бад-Наухайм                                                           | 1—2   | 6½ из 9                               | +4 −0 =5   | Поделил с Кересом |
| 1936        | Дрезден                                                               | 1     | 6½ из 9                               | +5 −1 =3   | |
| 1936        | Подебради                                                             | 2     | 12½ из 17                             | +8 −0 =9   | 1-е место — Флор (13) |
| 1936        | Ноттингем, международный турнир                                       | 6     | 9 из 14                               | +7 −1 =6   | 1—2-е места — Капабланка и Ботвинник (10), 3—5-е — Эйве, Файн и Решевский (9½) |
| 1936        | Амстердам                                                             | 3     | 4½ из7                                | +3 −1 =3   | 1—2-е места — Эйве и Флор (5) |
| 1936        | Амстердам                                                             | 1—2   | 2½ из 3                               | +2 −0 =1   | Поделил с Ландау |
| 1936/1937   | Гастингс                                                              | 1     | 8 из 9                                | +7 −0 =2   | 2-е место — Файн (7½) |
| 1937        | Маргит                                                                | 3     | 6 из 9                                | +6 −3 =0   | 1—2-е места поделили Керес и Файн (6½) |
| 1937        | Кемери                                                                | 4—5   | 11½ из 17                             | +7 −1 =9   | Поделил с Кересом. 1—3-е места — Флор, Петров и Решевский |
| 1937        | Бад-Наухайм                                                           | 2—3   | 3½ из 6                               | +3 −2 =1   | Поделил с Боголюбовым. 1-е место — Эйве (4), 4-е — Земиш (1) |
| 1937        | Ницца                                                                 | 1     | 2½ из 3                               | +2 −0 =1   | |
| 1938        | Монтевидео                                                            | 1     | 13 из 15                              | +11 −0 =4  | |
| 1938        | Маргит                                                                | 1     | 7 из 9                                | +6 −1 =2   | 2-е место — Шпильман |
| 1938        | АВРО-турнир, десять городов в Нидерландах                             | 4—6   | 7 из 14                               | +3 −3 =8   | 1—2-е места — Керес и Файн (8½). Турнир проходил в два круга |
| 1939        | Монтевидео                                                            | 1     | 7 из 7                                | +7 −0 =0   | |
| 1939        | Каракас                                                               | 1     | 10 из 10                              | +10 −0 =0  | |
| 1941        | Мюнхен                                                                | 2—3   | 10½ из 15                             | +8 −2 =5   | Поделил с Лундином. 1-е место — Штольц |
| 1941        | Краков/Варшава, 2-й чемпионат Генерал-губернаторства                  | 1—2   | 8½ из 11                              | +6 −0 =5   | Поделил со Шмидтом. 3-е место — Боголюбов (7½) |
| 1941        | Мадрид                                                                | 1     | 5 из 5                                | +5 −0 =0   | |
| 1942        | Зальцбург                                                             | 1     | 7½ из 10                              | +7 −2 =1   | 2-е место — Керес (6). Турнир проходил в два круга |
| 1942        | Мюнхен, «чемпионат Европы»                                            | 1     | 8½ из 11                              | +7 −1 =3   | 2-е место — Керес (7½) |
| 1942        | Варшава/Люблин/Краков, 3-й чемпионат Генерал-губернаторства           | 1     | 7½ из 11                              | +6 −1 =3   | 2-е место — Юнге (6½) |
| 1942        | Прага                                                                 | 1—2   | 8½ из 11                              | +6 −0 =5   | Поделил с Юнге |
| 1943        | Зальцбург                                                             | 1—2   | 7½ из 10                              | +5 −0 =5   | Поделил с Кересом |
| 1943        | Прага                                                                 | 1     | 17 из 19                              | +15 −0 =4  | |
| 1944        | Хихон                                                                 | 1     | 7½ из 8                               | +7 −0 =1   | |
| 1945        | Мадрид                                                                | 1     | 8½ из 9                               | +8 −0 =1   | |
| 1945        | Хихон                                                                 | 2—3   | 6½ из 9                               | +6 −2 =1   | Поделил с Мединой. 1-е место — Рико |
| 1945        | Сабадель                                                              | 1     | 7½ из 9                               | +6 −0 =3   | |
| 1945        | Альмерия                                                              | 1—2   | 5½ из 8                               | +4 −1 =3   | Поделил с Лопесом Нуньесом |
| 1945        | Мелилья                                                               | 1     | 6½ из 7                               | +6 −0 =1   | |
| 1945        | Касерес                                                               | 2     | 3½ из 5                               | +3 −1 =1   | 1-е место — Люпи |

### Матчи
Ниже приводится список матчей Алехина, за исключением выставочных матчей. Из 23 матчей Алехин победил в 17, свёл вничью 4 и проиграл 2 (в 1909 — Владимиру Ненарокову, в 1935 — на первенство мира Максу Эйве). В колонке «Год» звёздочкой (*) обозначены матчи на первенство мира.
| Год     | Город                                   | Противник              | +  | − | =  | Результат | Примечания |
| ------- | --------------------------------------- | ---------------------- | -- | - | -- | --------- | --- |
| 1908    | Дюссельдорф                             | Барделебен, Курт фон   | 4  | 0 | 1  | 4½:½      | |
| 1908    | Дюссельдорф                             | Фарни, Ханс            | 1  | 1 | 1  | 1½:1½     | |
| 1908    | Москва                                  | Блюменфельд, Бениамин  | 4  | 0 | 1  | 4½:½      | |
| 1909    | Москва                                  | Ненароков, Владимир    | 0  | 3 | 0  | 0:3       | Алехин сдал матч досрочно |
| 1913    | Петербург                               | Левитский, Степан      | 7  | 3 | 0  | 7:3       | Матч игрался до семи побед. По условиям матча, противники могли играть только открытые дебюты.                                                 |
| 1913    | Париж                                   | Ласкер, Эдуард         | 3  | 0 | 0  | 3:0       | |
| 1914    | Петербург                               | Нимцович, Арон         | 1  | 1 | 0  | 1:1       | Матч за первое место на Всероссийском турнире мастеров                                                                                         |
| 1921    | Москва                                  | Григорьев, Николай     | 2  | 0 | 5  | 4½:2½     | |
| 1921    | Берлин                                  | Тейхман, Рихард        | 2  | 2 | 2  | 3:3       | |
| 1921    | Берлин                                  | Земиш, Фридрих         | 2  | 0 | 0  | 2:0       | |
| 1922    | Париж                                   | Бернштейн, Осип        | 1  | 0 | 1  | 1½:½      | |
| 1922    | Мадрид                                  | Гольмайо, Мануэль      | 1  | 0 | 1  | 1½:½      | |
| 1923    | Париж                                   | Аурбах, Арнольд        | 1  | 0 | 1  | 1½:½      | |
| 1923    | Париж                                   | Мюффан, Андре          | 2  | 0 | 0  | 2:0       | |
| 1926/27 | Различные города Нидерландов            | Эйве, Макс             | 3  | 2 | 5  | 5½:4½     | |
| 1927 *  | Буэнос-Айрес                            | Капабланка, Хосе Рауль | 6  | 3 | 25 | 18½:15½   | Матч игрался до шести побед |
| 1929 *  | Различные города Германии и Нидерландов | Боголюбов, Ефим        | 11 | 5 | 9  | 15½:9½    | Для победы требовалось первым набрать 15½ очков и одержать 6 побед                                                                             |
| 1933    | Париж                                   | Бернштейн, Осип        | 1  | 1 | 2  | 2:2       | |
| 1934 *  | Различные города Германии               | Боголюбов, Ефим        | 8  | 3 | 15 | 15½:10½   | Для победы требовалось первым набрать 15½ очков и одержать 6 побед                                                                             |
| 1935 *  | Различные города Нидерландов            | Эйве, Макс             | 8  | 9 | 13 | 14½:15½   | Матч состоял из 30 партий |
| 1937 *  | Различные города Нидерландов            | Эйве, Макс             | 10 | 4 | 11 | 15½:9½    | Матч состоял из 30 партий, последние 5 были сыграны, но не засчитаны в официальный результат. Фактический счёт матча +11-6=13 в пользу Алехина |
| 1944    | Сарагоса                                | Рей Ардид, Рамон       | 1  | 0 | 3  | 2½:1½     | |
| 1946    | Эшторил                                 | Люпи, Франсишку        | 2  | 1 | 1  | 2½:1½     | |

### Шахматные олимпиады
Алехин участвовал в пяти шахматных олимпиадах и на всех играл за команду Франции на первой доске. Из 72 партий он выиграл 43, 27 свёл вничью и проиграл 2: Матисону (Латвия) в 1931 году и Тартаковеру (Польша) в 1933 году.
| Год  | Город        | Номер | Результат                                | Результат | Примечания |
| ---- | ------------ | ----- | ---------------------------------------- | --------- | --- |
| 1930 | Гамбург      | 3     | 9 из 9                                   | +9 −0 =0  | Франция заняла 12-е место. Алехин получил приз за красоту за партию против Штальберга (см. выше). Не сыграл ни одной партии против команд, занявших в конечном итоге первые 8 мест |
| 1931 | Прага        | 4     | 13½ из 18                                | +10 −1 =7 | Франция заняла 14-е место. Алехин занял первое место на первой доске. Поражение от Матисона стало первым с момента получения звания чемпиона мира                                  |
| 1933 | Фолкстон     | 5     | 9½ из 12                                 | +8 −1 =3  | Франция заняла 8-е место. Алехин занял первое место на первой доске |
| 1935 | Варшава      | 6     | 12 из 17                                 | +7 −0 =10 | Франция заняла 10-е место. Алехин занял второе место на первой доске. Первое занял Флор (Чехословакия) — 13 из 17                                                                  |
| 1939 | Буэнос-Айрес | 8     | 12½ из 16 (7½ из 10 в финальном турнире) | +9 −0 =7  | Франция заняла 10-е место. Алехин занял второе место на первой доске. Первое занял Капабланка (Куба) — 8½ из 11, учитывались только результаты в финальном турнире                 |

## Книги
- «Мои лучшие партии (1908—1923)»
- «Мои лучшие партии (1924—1937)»
- «На пути к первенству мира» (1932)
- «Международный шахматный турнир в Нью-Йорке 1924 года»
- «Международный шахматный турнир в Нью-Йорке 1927 года»
- «На пути к высшим шахматным достижениям» (1932)
- «Ноттингем, 1936»
- «300 избранных партий Алехина» (с его собственными примечаниями), автор-составитель В. Н. Панов, государственное издательство «Физкультура и спорт», Москва, 1954 год
- Алехин А. А. «Арийские и еврейские шахматы». М.: «Русская Правда», 2009 . — 64 с. ISBN 978-5-904021-07-8

## Увековечение памяти
В Москве и других городах проходили турниры, носившие название «Мемориал Алехина». Наиболее значимые состоялись в Москве в 1956 году (десятилетие со дня смерти; первое место разделили Ботвинник и Василий Смыслов) и в 1971 году (двадцать пять лет со дня смерти; выиграли Анатолий Карпов и Леонид Штейн). В 1992 году к столетию Алехина в Москве прошёл турнир по швейцарской системе с участием шести десятков гроссмейстеров, который выиграли Борис Гельфанд и Вишванатан Ананд).

В честь Алехина назван открытый в 1972 году астероид (1909) Алехин.

### В культуре
Гроссмейстер Александр Котов, посвятивший много времени изучению жизни и творчества Алехина, написал художественно-биографический роман «Белые и чёрные». Роман Котова лёг в основу сценария вышедшего в 1980 году фильма «Белый снег России», в котором роль Алехина сыграл народный артист РСФСР Александр Михайлов, и был инсценирован в Московском драматическом театре имени Н. В. Гоголя (в роли Алехина — Леонид Кулагин).
Российский фантаст Василий Щепетнёв написал цикл рассказов «Подвиги Арехина», главным героем которых стал Алехин с модифицированной фамилией. Фантастические рассказы в жанре магического реализма посвящены короткому периоду службы шахматиста в милиции и развивают тему «передовой советской магии».